# Expédition de Quiberon
Pour les articles homonymes, voir Quiberon (homonymie).
Ne doit pas être confondu avec Bataille de Quiberon (1795).
Chouannerie
Batailles
- Liffré
- 1re Argentré
- Expédition de Quiberon
- (Landévant et Mendon
- Plouharnel
- Quiberon)
- Segré
- 1er Rocher de La Piochais
- La Ceriseraie
- La Cornuaille
- 1re La Croix-Avranchin
- La Vieuville
- Boucéel
- 1re Saint-James
- 2e Rocher de La Piochais
- 2e La Croix-Avranchin
- Auverné
- Andigné
- Croix-Couverte
- Tinchebray
- L'Auberge-neuve
- Locminé
- Saint-Hilaire-des-Landes
- Val de Préaux
- Le Grand-Celland
- 2e Argentré
- Noyant-la-Gravoyère
- La Hennerie
- Saint-Aubin-du-Cormier
- Le Mans
- Nantes
- Saint-Brieuc
- Le Lorey
- Mont-Guéhenno
- La Tour d'Elven
- 2e Saint-James
- Les Tombettes
- Pont du Loc'h

L'expédition de Quiberon est une opération militaire de contre-révolution qui commença le 23 juin 1795 et qui fut définitivement repoussée le 21 juillet 1795. Organisée par l'Angleterre afin de prêter main-forte à la Chouannerie et à l'armée catholique et royale en Vendée, elle devait soulever tout l'Ouest de la France afin de mettre fin à la Révolution française et permettre le retour de la monarchie. Mais son échec eut un grand retentissement et porta un coup funeste au parti royaliste.

## Prélude

### L'aide britannique

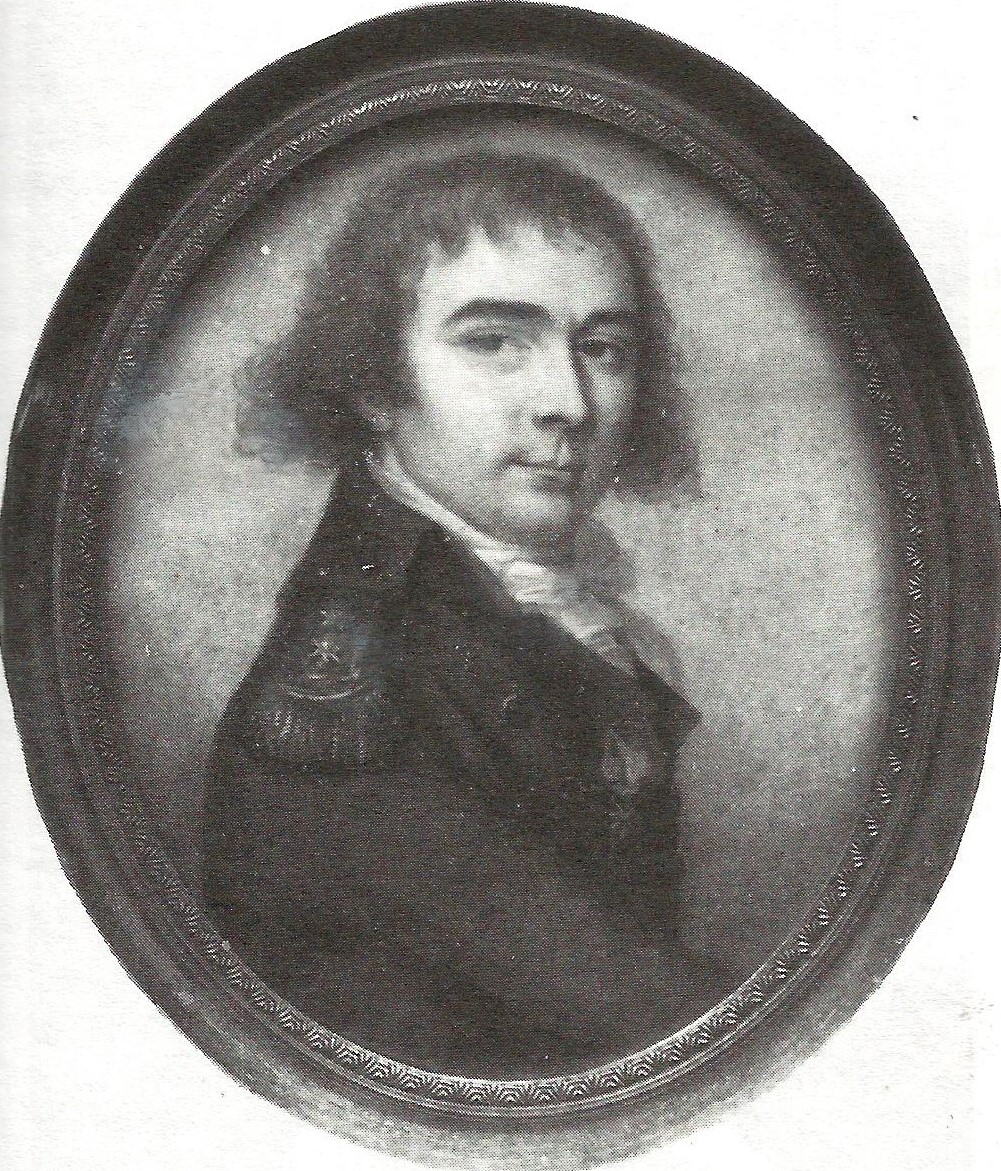
Joseph de Puisaye, miniature offerte à Émilie-Charlotte de Langan, fin du XVIIIe siècle.

Dès le début de la guerre de Vendée et de la chouannerie les insurgés avaient espéré l'aide des Britanniques. Ainsi, lors de la Virée de Galerne à l'automne 1793, les Vendéens avaient mis le siège devant Granville, afin de s'emparer d'un port pouvant accueillir les navires de la Royal Navy, avant d'être finalement repoussés. Cette défaite avait provoqué la chute de l'armée catholique et royale dont les débris tentaient désormais de résister par la guérilla.
À cette même époque Joseph de Puisaye, ancien général des girondins de Normandie, battu par les Montagnards à la bataille de Brécourt, gagna la Bretagne. Caché dans la forêt du Pertre, il tenta d'entrer en contact avec les Vendéens lors de la Virée de Galerne, puis, à la suite de la déroute de cette expédition, il voulut relancer la lutte au nord de la Loire et se faire reconnaître général en chef des Chouans. Au bout de quelques mois il parvint à recevoir l'appui de quelques chefs.
C'est ainsi que le 11 septembre 1794, Puisaye s'embarqua à Saint-Enogat, en Dinard, à destination de l'Angleterre. Il laissait en Bretagne son second, le major-général Pierre Dezoteux de Cormatin, chargé de l'intérim. Arrivé à Londres, Puisaye entra en relation avec le comte Charles d'Artois, oncle de Louis XVII, et William Pitt, le premier ministre britannique. Son but était de convaincre les Britanniques d'effectuer un débarquement sur les côtes bretonnes afin de soulever les populations du nord-ouest de la France, majoritairement favorables aux royalistes, et ainsi d'ouvrir un nouveau front qui prendrait les républicains à revers. Puisaye alla même jusqu'à avancer qu'il disposait d'ores et déjà de 40 000 hommes sous ses ordres en Bretagne, alors que son autorité était loin d'être unanimement reconnue. Néanmoins son éloquence lui permit de convaincre rapidement le comte d'Artois. Le 15 octobre celui-ci nomma Joseph Puisaye lieutenant général des royalistes de Bretagne, et il fut en outre officiellement reconnu comme le successeur du marquis de La Rouërie, mort de maladie un an avant, après avoir tenté de monter avec l'Association bretonne un plan similaire. Quant à William Pitt, s'il ne pouvait agir rapidement, promit un débarquement en Bretagne pour le printemps.

### Le comité de Paris

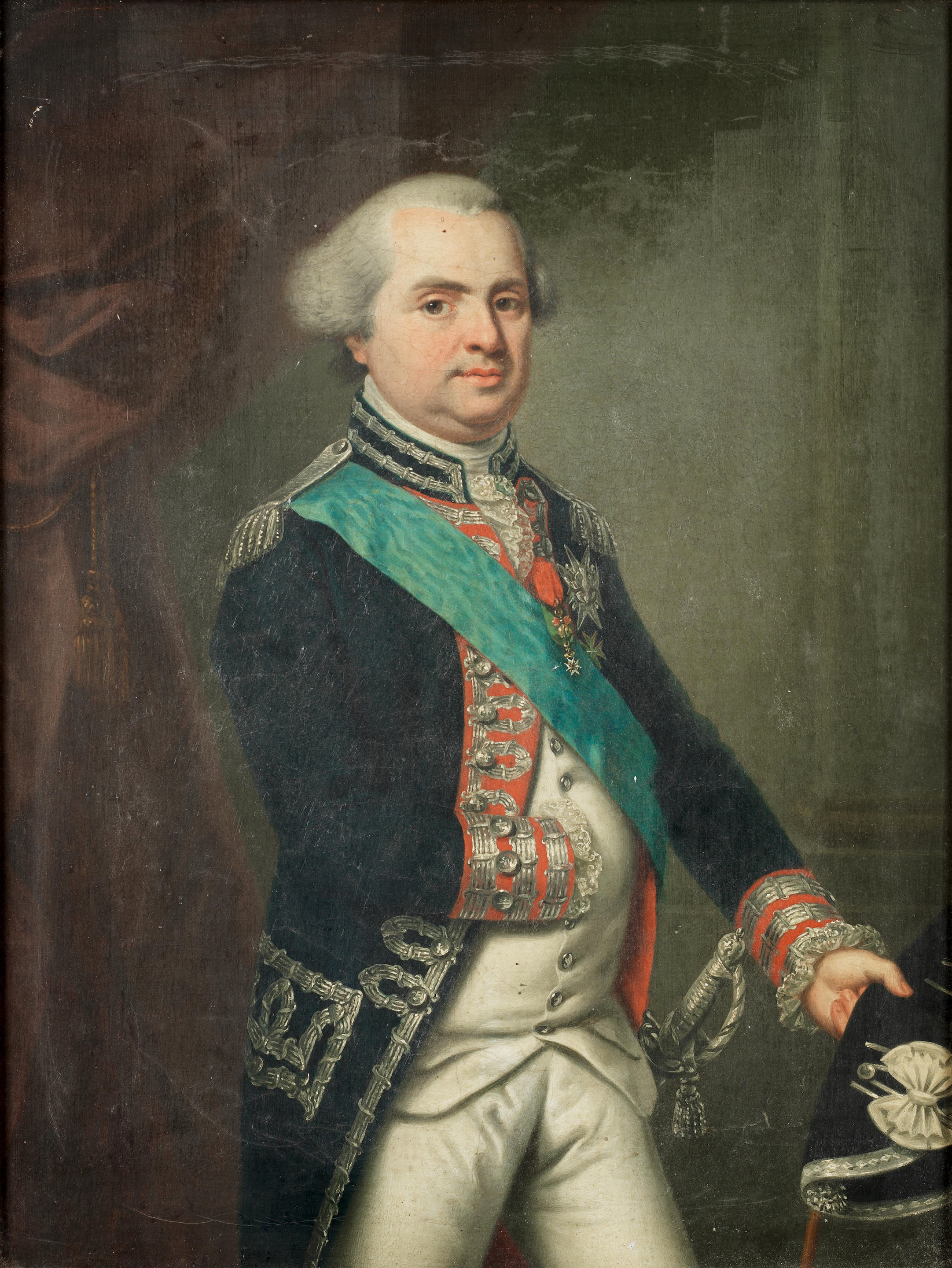
Portrait de Louis Stanislas Xavier de Bourbon, comte de Provence, école allemande, vers 1790.

Mais parallèlement en France, la chute de Robespierre le 28 juillet 1794 et la fin de la Convention montagnarde laissait entrevoir la possibilité d'ouvrir des négociations entre républicains et royalistes.
Rapidement un comité clandestin se forma dans la capitale, l'Agence royaliste de Paris, composée de conventionnels. Ses principaux membres étaient l'abbé Brottier (dit AA ou AG), Pierre-Jacques Lemaître (dit Le Juif ou Castel Blanco), Despomelles (dit Thébault), Charles de La Villeheurnois (dit Étienne) et Thomas Duverne de Presle (dit Dunan). Le but de ce comité, soutenu par le comte de Provence, était d'instaurer une monarchie constitutionnelle par le biais des élections. Cependant ce plan déplaisait au conservateur comte d'Artois, favorable à la restauration de la monarchie absolue.
Pour ce comité, la première étape était la paix intérieure, aussi en novembre 1794, au nom du régent, le comte de Provence, il lança un appel aux chefs chouans et vendéens leur donnant l'ordre de cesser toute attaque, condition contre laquelle il promettait l'instauration d'une monarchie modérée qui permettrait aux différents partis de s'entendre. L'appel fut entendu et la plupart des chefs chouans limitèrent leurs actions à la défensive.

### Les négociations

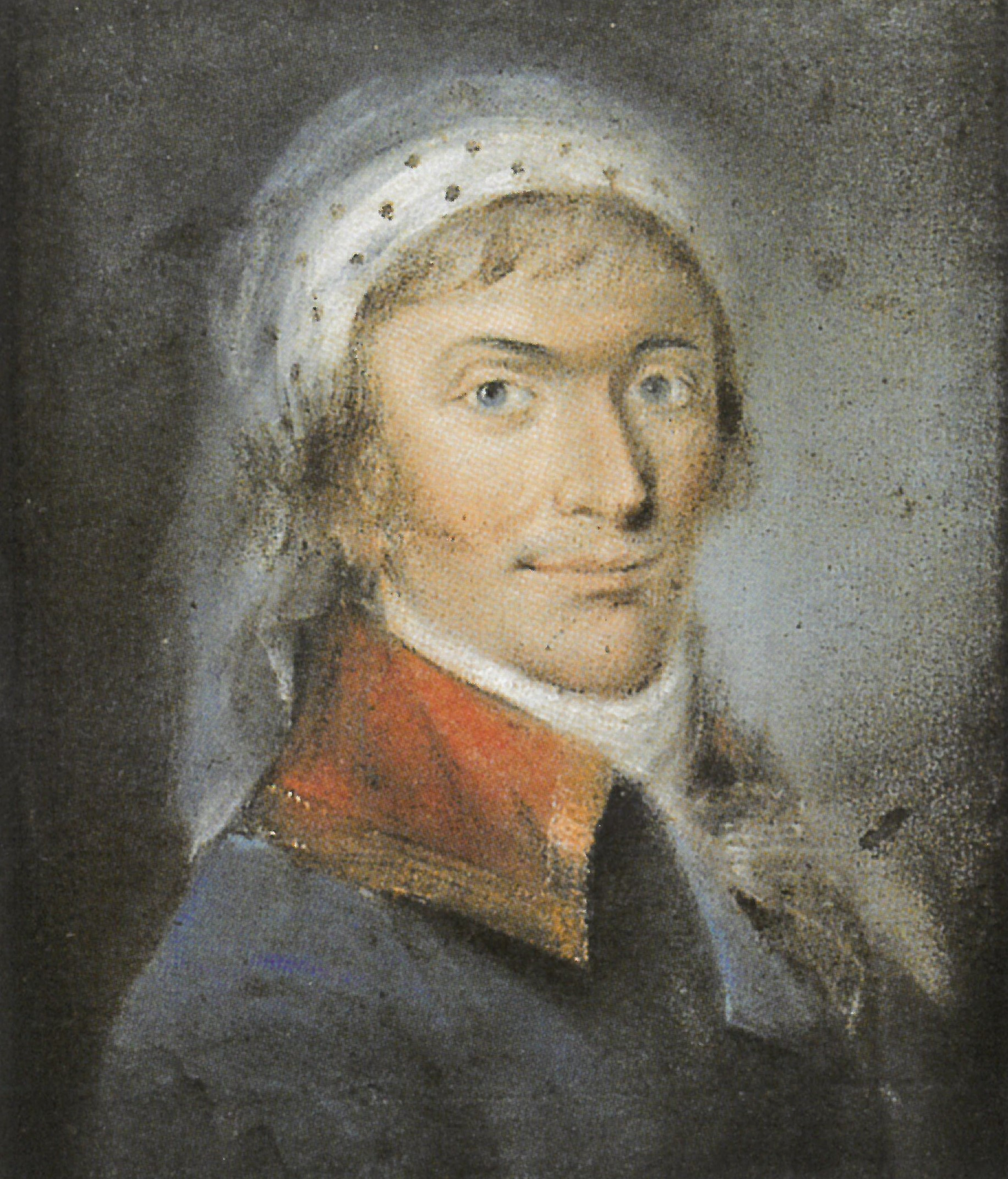
Portrait de François Athanase Charette de La Contrie, pastel anonyme, réalisé entre 1793 et 1796.

Le 23 décembre 1794, les autorités républicaines prirent contact avec le général Charette, principal commandant vendéen qui dirigeait le Pays de Retz breton et le Haut-Poitou. Le 26 du même mois, Boishardy, colonel chouan des Côtes-d'Armor, rencontra le général républicain Jean Humbert. Cette rencontre permit au major-général chouan Cormatin d'ouvrir des pourparlers avec les républicains, par l'intermédiaire de Humbert.
Malo Colas de La Baronnais, colonel des Chouans de Dinan et Saint-Enogat, s'inquiéta de ces démarches prises sans l'avis du général en chef, écrivit à Puisaye pour l'avertir, mais celui-ci, croyant que seule une trêve était négociée, répondit qu'il approuvait les actions de Cormatin qui selon lui donnerait du répit aux Chouans dans l'attente du débarquement.
Cependant certains royalistes souhaitaient bel et bien une paix durable. Le 12 février 1795, les négociations s'ouvrirent en Loire-Inférieure à Saint-Sébastien-sur-Loire entre Charette et le conventionnel Albert Ruelle, en fait proche de l'Agence royaliste de Paris. Elles aboutirent le 17 février, le Traité de La Jaunaye prévoyait que les Vendéens pouvaient conserver des troupes, la liberté religieuse était rétablie, et la conscription militaire abolie. Un dernier article conclu secrètement prévoyait également la mise en place d'une monarchie constitutionnelle, la libération de Louis XVII et de sa sœur Marie-Thérèse de France qui devaient être confiés à Charette. Le traité fut également signé par le général Sapinaud.
De son côté Nicolas Stofflet, le deuxième chef majeur de la Vendée, refusa d'abord de signer par jalousie avec Charette, mais finit par céder le 2 mai 1795 (Traité de Saint-Florent-le-Vieil).
Parallèlement, le 1er avril 1795, Chouans et républicains se réunirent au manoir de La Mabilais à Rennes. Les conditions de paix étaient les mêmes qu'à La Jaunaye, mais l'attitude de Cormatin ne suscita pas la confiance des chefs chouans qui s'indignèrent en apprenant qu'ils devaient reconnaître la République. Cette condition apparut comme suspecte et finalement seulement 21 chefs chouans, dont Cormatin et Boishardy, sur 125 acceptèrent de signer le traité le 20 avril 1795. Les non-signataires s'engagèrent toutefois à ne pas reprendre les armes.

### Reprise de la guerre

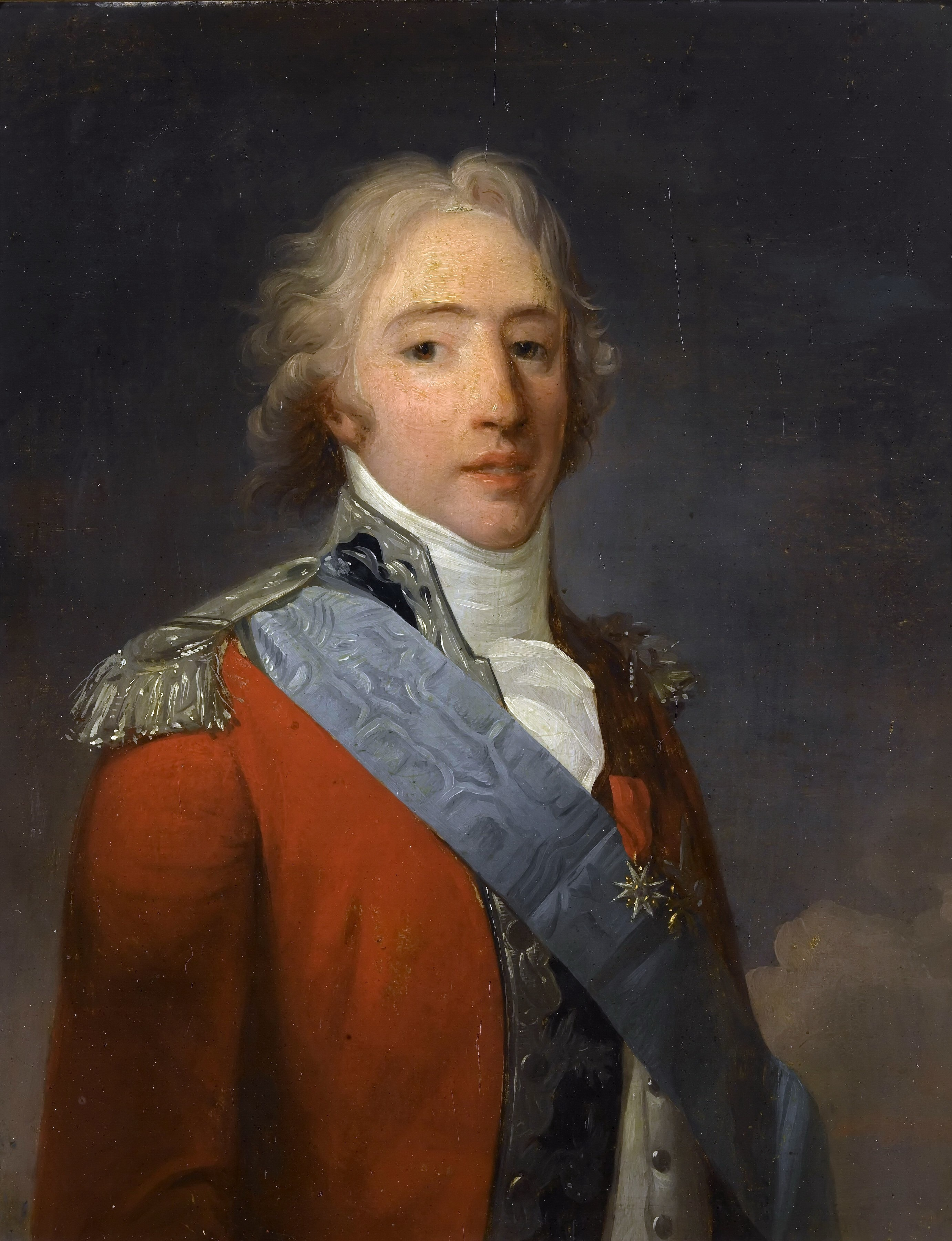
Portrait de Charles Philippe de France, comte d'Artois, huile sur toile de Henri-Pierre Danloux, vers 1796, musée de l'Histoire de France, château de Versailles.

Mais la paix fut de courte durée, lorsque Puisaye apprit qu'un traité et non une trêve avait été signé, il accusa Cormatin de trahison. De plus le général Lazare Hoche, commandant en chef des Républicains de l'Armée des côtes de Brest, s'il fut favorable à la paix avec les Vendéens, considérait que les Chouans ne représentaient pas une menace suffisamment sérieuse pour que l'on négocie avec eux ; de plus il ne faisait pas confiance à Cormatin qui selon lui avait cherché à gagner du temps.
Les doutes de Hoche se confirmèrent lorsque, le 23 mai 1795, un émissaire royaliste fut saisi près de Ploërmel : les trois lettres qu'il portait apportaient la preuve du double-jeu du major-général chouan. Hoche ordonna donc l'arrestation immédiate de Cormatin et de tous les chefs chouans non-signataires. Le 26 mai au moment où Cormatin était mis aux arrêts à Rennes, le général en chef à la tête de 2 000 hommes attaqua le camp de La Mabilais, défendu par 250 chouans. Quatre Républicains et sept Chouans furent tués, une vingtaine d'autres faits prisonniers mais le gros des royalistes parvint à s'enfuir.

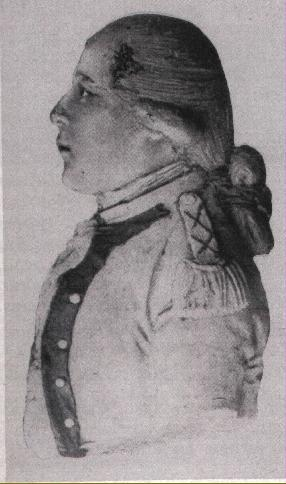
Amateur-Jérôme Le Bras des Forges de Boishardy, colonel chouan de la division de Lamballe et Moncontour.

Hoche se rendit ensuite à Fougères le 27 mai d'où il invita Aimé du Boisguy, le principal chef chouan d'Ille-et-Vilaine, à le rejoindre. Mais la ruse échoua ; Boisguy fut prévenu par un officier républicain et regagna sa base. Hoche retourna alors le soir même à Rennes avec seulement six guides à cheval, tandis que plus tard dans la nuit, Boisguy avec 400 hommes mettait en déroute un détachement républicain au combat de la Chène pensant que le général républicain le commandait. Les Républicains capturés par les Chouans, au nombre de 14 à 21, furent ensuite libérés et renvoyés à Rennes, portant un message de Boisguy à Hoche qui accusait ce dernier de perfidie.
Quant au Morbihan, le 28 mai, l'adjudant-général républicain Josnet à la tête de 1 500 hommes attaqua Grand-Champ, base du général chouan de Silz. Au terme de la bataille de Grand-Champ, vingt Républicains et treize Chouans étaient morts dont le général de Silz ; son second, le colonel Georges Cadoudal, prit le commandement et organisa la retraite. Josnet continua sur sa lancée et, le 30 mai avec 400 hommes il livra la bataille de Saint-Bily à Elven. Les 1 000 Chouans de Pierre Guillemot, Lantivy et Jean Jan, retranchés dans un fort dans les bois, furent écrasés et 250 de leurs hommes furent tués. Josnet reçut des renforts et poussa jusqu'à Saint-Jean-Brévelay. Guillemot se replia sur Bignan, d'où il lança un appel à ses capitaines de paroisse et put ainsi repousser Josnet. De son côté Jean Jan s'empara de Locminé, forçant les Républicains à battre en retraite vers Vannes. Lors de la retraite, Cadoudal tendit une embuscade avec ses 600 hommes à la bataille de Floranges, où les 4 500 républicains perdirent 150 hommes, tués ou blessés, les Chouans ne comptant que quatre morts et trois blessés. L'offensive républicaine fut repoussée.
Dans l'attente du débarquement, les Chouans se réarmèrent mais avaient besoin de poudre. Début juin, l'amiral William Cornwallis débarqua de la poudre dans le Morbihan ; celle-ci fut convoyée de nuit par les Chouans du colonel Pierre Guillemot jusqu'au village de Drénidan, dans la commune de Radenac. Mais la poudre était humide, et Guillemot, Le Thiais et 22 hommes décidèrent de la réchauffer à la poêle dans une maison du village. Un accident se produisit : la poudre s'enflamma et explosa. Plusieurs hommes furent tués et Guillemot fut grièvement blessé et presque défiguré.
De son côté Boisguy, avec 1 300 hommes, repoussa les 1 500 soldats du général Jean Humbert à la bataille d'Argentré le 6 juin. 80 Chouans et 300 Républicains étaient morts ou blessés.

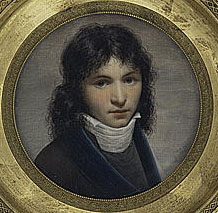
Aimé Picquet du Boisguy, colonel chouan de la division de Fougères

À la suite de la reprise des combats, Boishardy finit également par reprendre les armes mais le 17 juin, et ce malgré les ordres de Hoche, il fut assassiné par une colonne de soldats à Moncontour et sa tête promenée sur une pique à Lamballe.
La guerre se généralisa d'autant plus que la nouvelle de la mort de Louis XVII le 8 juin se propageait ; sa libération plusieurs fois réclamée par Charette était prévue pour le 13 juin.
Dès lors le 15 mai les Chouans du Morbihan apprirent que le débarquement était imminent. Le 17 mai une escadre britannique levait l'ancre à Portsmouth et faisait voile vers le Morbihan. Le même jour 500 Chouans, menés par Paul de Lantivy-Kerveno, effectuent un raid à Pont-de-Buis (en coordination avec Jean Jan, Claude-René Guezno de Penanster, et Leissègnes), où ils s'emparèrent de 16 000 livres de poudre.
Charette avait été prévenu du débarquement le 15 mai ; il protesta contre le choix de débarquer en Bretagne, préférant Saint-Gilles-Croix-de-Vie en Vendée, mais il était trop tard pour discuter le plan. Dès lors, après avoir tenté de se réconcilier avec Stofflet le 20 mai, Charette attendit que les Républicains lui fournissent un prétexte pour reprendre le combat, ce qui arriva le 24 juin, où il justifia la reprise de la guerre par la volonté de Républicains de lui confisquer ses armes. Le 27, le conflit reprit. Pagot, lieutenant de Charette, prit d'assaut le camp des Essarts avec 1 800 hommes. 
La guerre recommençait donc également en Vendée, même si ni Stofflet, ni Sapinaud n'avaient repris les armes. Peu de temps après le comte de Provence, devenu depuis Louis XVIII, nomma Charette lieutenant général de l'armée catholique et royale de Vendée

## Expédition de Quiberon

### Préparation de l'expédition

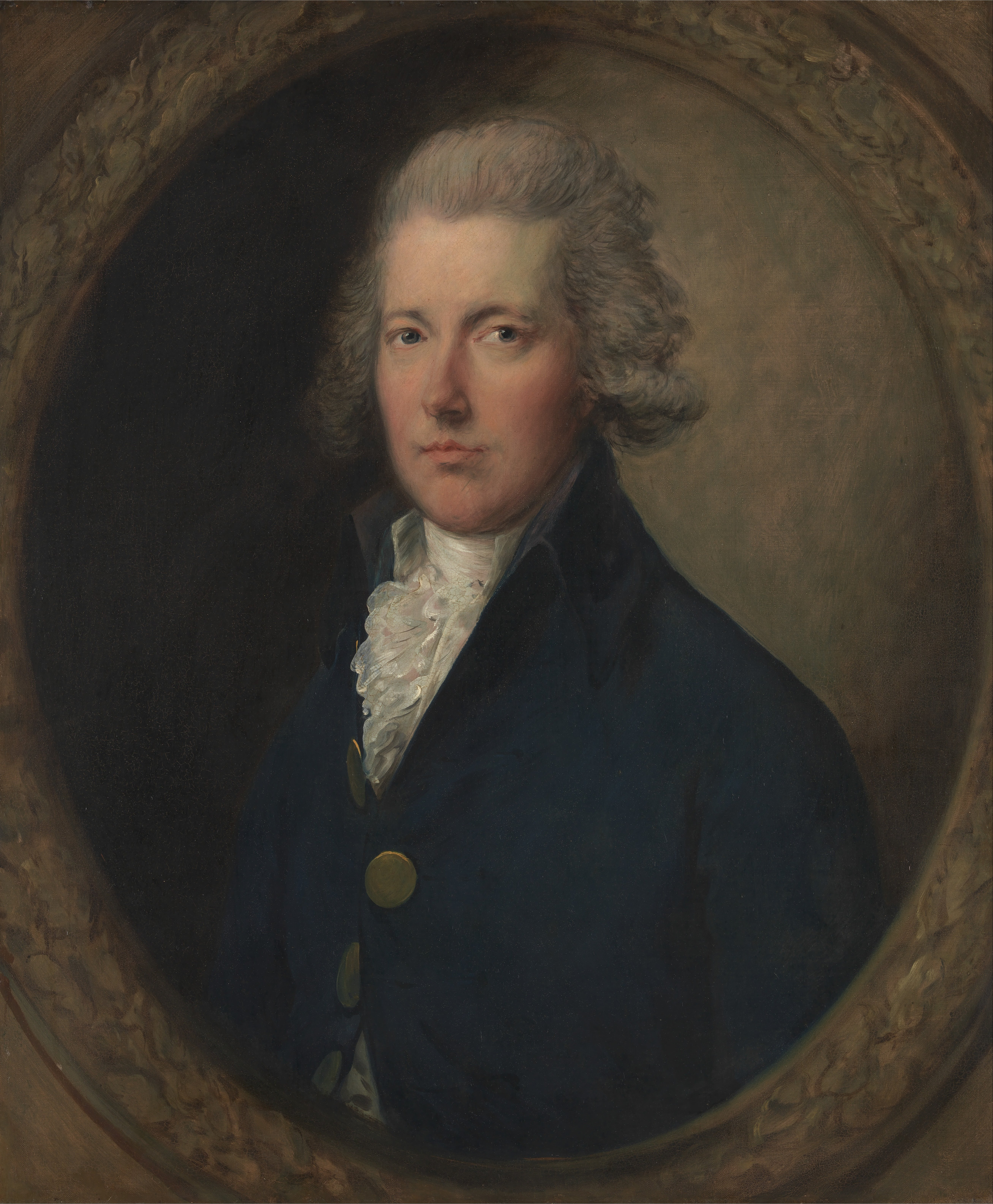
Portrait de William Pitt le Jeune, huile sur toile Thomas Gainsborough, vers 1788, Centre d'art britannique de Yale.

Pendant cette période à Londres, le cabinet de Saint-James planifiait l'expédition. Soutenu par Puisaye, la Bretagne fut choisie aux dépens de la Vendée. Cette dernière était affaiblie par deux années de guerre et les troupes républicaines y étaient plus nombreuses, tandis qu'en Bretagne, l'insurrection devenait de plus en plus importante. Les Côtes-du-Nord furent d'abord retenues comme lieu de débarquement, puis rejetées à la suite de l'annonce de la signature du traité de la Mabilais par Boishardy. Le Morbihan fut donc choisi, et la presqu'île de Quiberon fut désignée comme cible de l'expédition.
Cependant si Puisaye était parvenu à obtenir de William Pitt la promesse d'un débarquement de troupes, les Britanniques rechignaient à engager leurs hommes, bien que depuis l'invasion des Provinces-Unies par la France, ils n'eussent plus de soldats engagés sur le continent. On fit donc appel à l'Armée des émigrés. Ces royalistes français avaient intégré les armées prussienne, autrichienne et hollandaise au début de la Première Coalition mais, en querelle constante avec l'état-major des alliés, ils s'étaient finalement tournés vers l'Angleterre.
Avides de retourner combattre sur le sol français, les émigrés acceptèrent avec enthousiasme le plan de Quiberon. Cependant les forces émigrées étant à ce moment très faibles, 2 848 soldats républicains prisonniers des Britanniques furent recrutés et incorporés aux divisions royalistes dont les forces s'élevèrent ensuite à 5 437 hommes répartis en deux divisions. La première division commandée par le maréchal de camp d'Hervilly et forte 3 600 hommes devait accoster la première ; la deuxième division, composée de près de 2 000 sous les ordres du maréchal de camp de Sombreuil devait suivre une semaine plus tard suivie à son tour par le comte d'Artois et 10 000 soldats britanniques qui devaient débarquer en Ille-et-Vilaine en vue de prendre Saint-Malo. En attendant l'arrivée du frère du roi, le commandement de l'expédition était échu à Joseph de Puisaye.

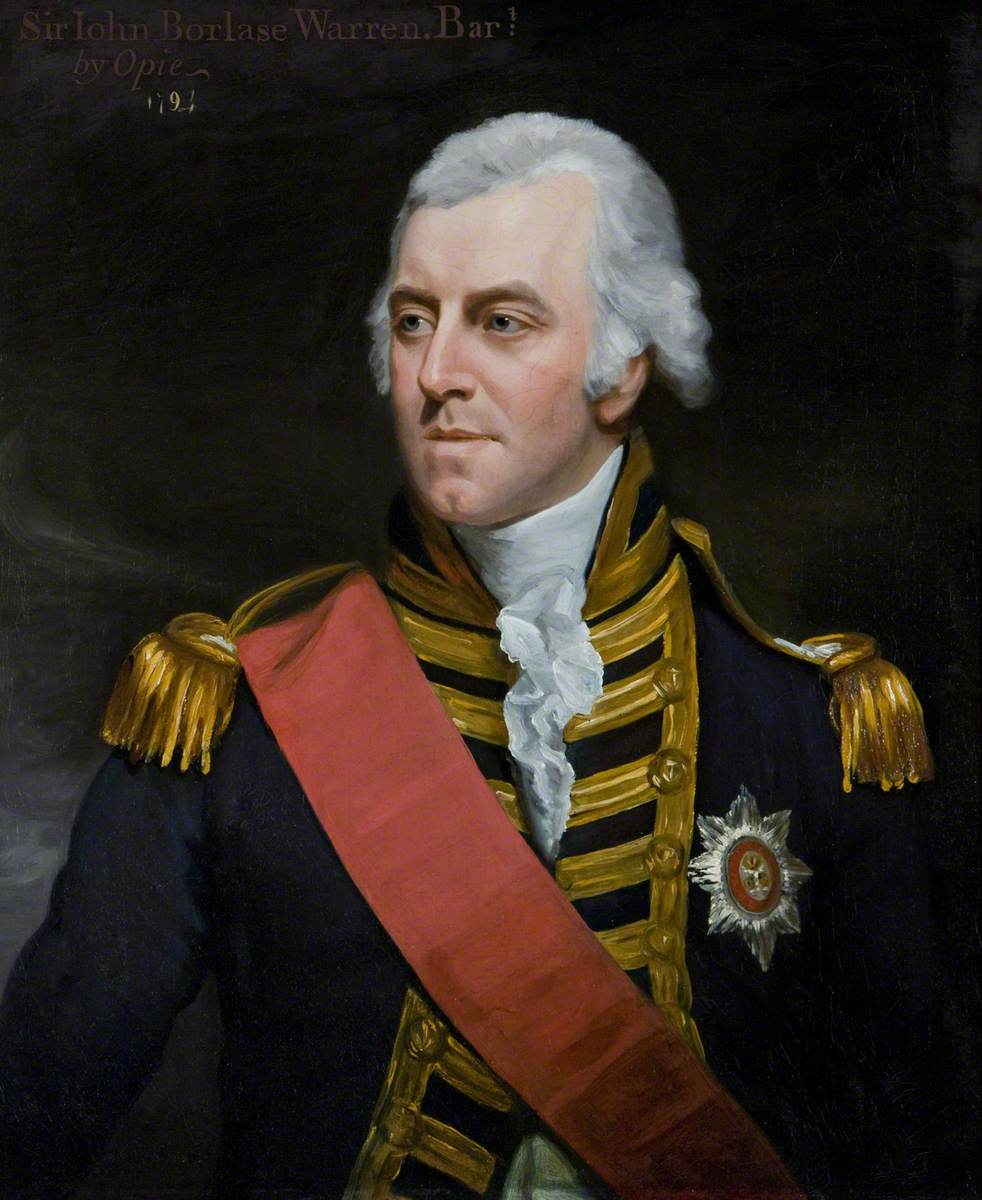
Portrait de John Borlase Warren, huile sur toile de John Opie, 1794, Ulster Museum.

La Royal Navy rassembla ses navires dans la baie de Spithead. Soixante navires de transport avaient été rassemblés pour la projection des troupes et délivrer les approvisionnements. Cette flotte devait être escortée par neuf navires de guerre qui transportaient, outre les troupes, une grande quantité d'équipements pour les Chouans : 17 610 uniformes d'infanterie complets, 5 000 uniformes de cavalerie, 60 000 paires de souliers, 35 000 fusils, huit canons de 4, deux canons de 8, 600 barils de poudre de 120 livres chacun, 600 caisses de munitions, des vivres pour trois mois, deux millions de livres en pièces d'or et pour dix milliards de faux assignats.
Le comte d'Artois n'avait pas été consulté sur le choix ni sur la date de l'expédition. C'était cependant en son nom que Joseph de Puisaye agissait, puisque le comte d'Artois assumait théoriquement la responsabilité des opérations dans l'Ouest de la France.
Cependant, avant même le départ de la flotte, l'autorité du lieutenant général était discutée. Charles Brottier, le chef de l'Agence royaliste de Paris s'était opposé aux projets d'expédition et avait de nombreux soupçons à propos de Puisaye. Ces soupçons étaient nés du fait des relations de Puisaye qui semblait davantage traiter avec William Pitt et William Windham qu'avec le comte d'Artois. Puisaye était également connu pour être un admirateur de la monarchie parlementaire britannique et ses relations n'étaient pas très bonnes avec plusieurs émigrés qui n'oubliaient pas qu'il avait été proche des Républicains. Ces éléments firent penser à Brottier que Puisaye n'était pas au service des Bourbon, mais au service des Britanniques. Aussi écrivit-il une lettre au comte d'Artois qui la reçut le 5 juin.

### La première division émigrée

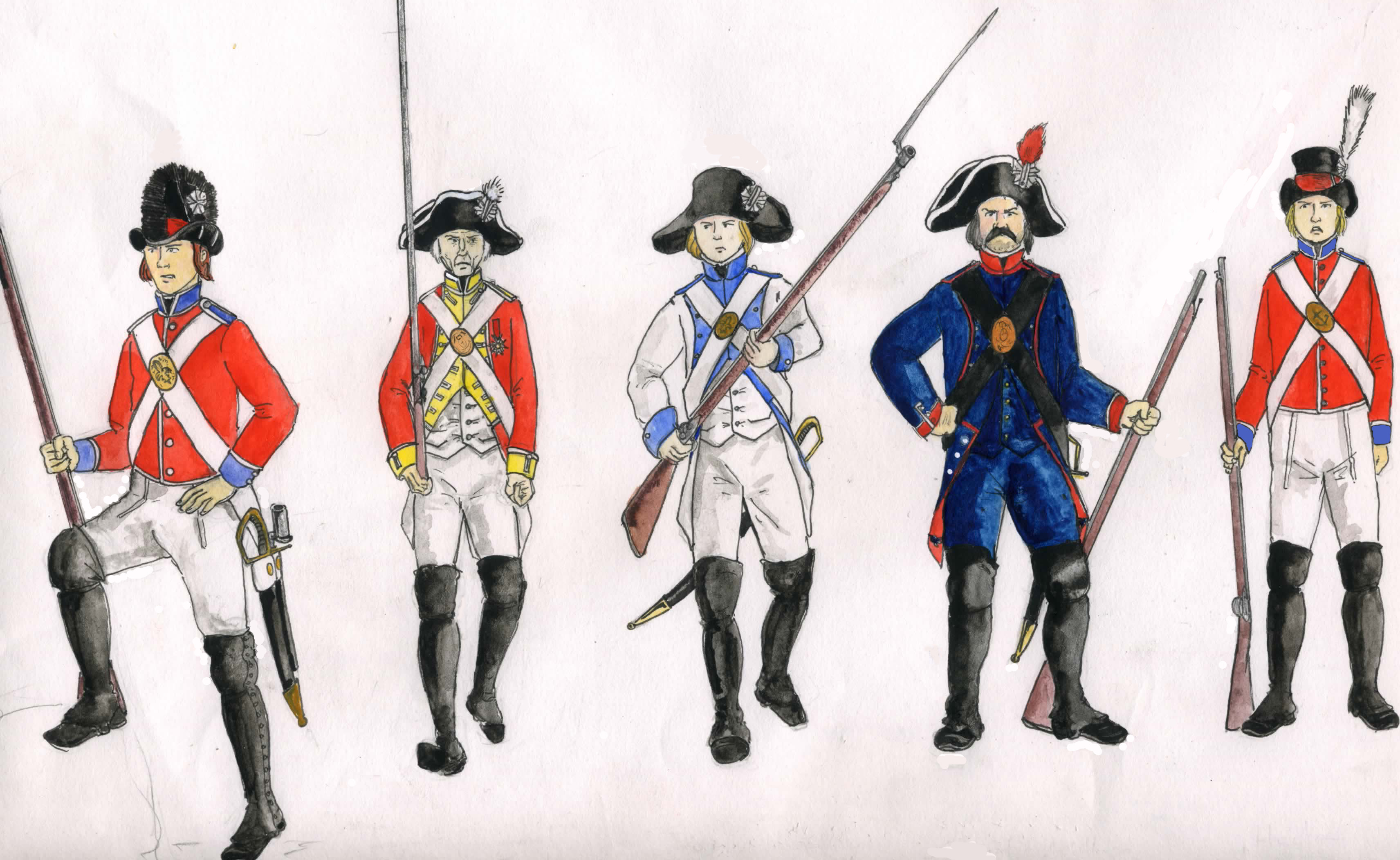
Soldats émigrés de la première division :
1) Régiment du Dresnay ou de Léon.
2) Loyal Emigrant.
3) Régiment d'Hervilly.
(uniforme à revers rouges pour le régiment d'Hervilly et à revers bleus pour le Royal-Louis.)
4) Royal Artillerie.
5) Régiment d'Hector ou Marine-Royale.

La première division du corps expéditionnaire était formée de 5 régiments émigrés, la plupart des effectifs étaient constitués d'insurgés royalistes rescapés du siège de Toulon et surtout de prisonniers de guerre républicains enrôlés :
- Le Régiment d'Hervilly, ancien Royal-Louis, 1 238 soldats, 80 officiers.
  - Maréchal de camp : Comte d'Hervilly
  - Lieutenant-colonel : Comte d'Atilly
Composé de Toulonnais et d'anciens soldats du Royal-Louis auxquels il fut ajouté 500 marins républicains faits prisonniers[14].
- Le Régiment d'Hector ou Marine Royale, 700 hommes.
  - Colonel : comte de Soulanges
 Composé de marins et d'officiers toulonnais et de prisonniers républicains[14].
- Le Régiment du Dresnay ou du Léon, 600 hommes.
  - Colonel : Comte de Talhouët
Formé à Jersey, entièrement composé de Bretons, officiers de marine émigrés comme prisonniers républicains[14].
- Le Royal-Artillerie ou Rotalier, 600 hommes, 10 canons.
  - Colonel : Comte de Rotalier
 Majoritairement composé de Toulonnais mais comportait également des prisonniers républicains[14].
- Le Loyal-Emigrant, 250 hommes.
  - Major : d'Haize (remplace le colonel Vicomte de La Châtre, malade).
 Entièrement composé de nobles vétérans de plusieurs batailles, divisés en deux compagnies, dont la première, forte de 120 hommes, était intégralement composée de vieux soldats décorés de l'Ordre de Saint-Louis[14].

### La traversée
Le mercredi 17 juin 1795, l'escadre britannique commandée par le commodore John Borlase Warren leva l'ancre pour Quiberon. Avant le départ, l'Amirauté avait remis trois lettres à Puisaye avec instruction de ne les ouvrir qu'une fois en mer. La première lettre était de Henry Dundas, le secrétaire d'État à la guerre ; elle chargeait le comte du commandement de l'expédition, de la distribution des armes et de l'approvisionnement. La deuxième lettre était de William Windham, ministre de la guerre, et confirmait la précédente. La dernière, également de Windham, informait que le général d'Hervilly aurait autorité sur les troupes tant que celles-ci seraient en mer. Cette instruction était peut-être une conséquence de la lettre de Brottier.

### La flotte

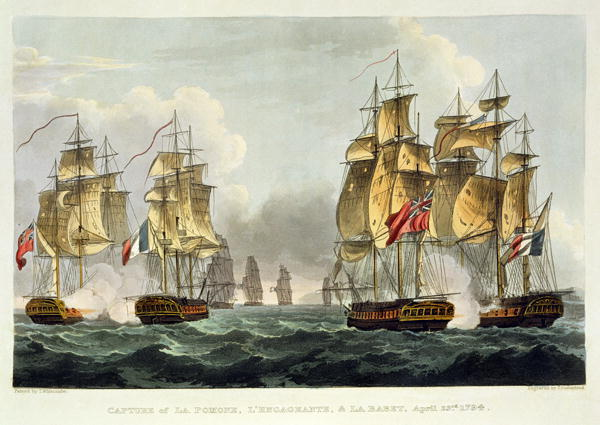
La Pomone, ancien navire français, avait été capturé par les Britanniques le 23 avril 1794.

- HMS Pomone, frégate de 5e rang, 44 canons, vaisseau amiral, commodore John Borlase Warren.
- HMS Robust (en), navire de ligne de 3e rang, 74 canons, capitaine Tornbarough.
- HMS Thunderer, navire de ligne de 3e rang, 74 canons, capitaine Bertie.
- HMS Standard (en), navire de ligne de 3e rang, 64 canons, capitaine Ellison.
- HMS Anson (en), navire de ligne de 3e rang, 44 canons, capitaine Durham.
- HMS Artois, frégate de 5e rang, 38 canons, capitaine Nagle.
- HMS Arethusa (en), frégate de 5e rang, 36 canons, capitaine Robinson.
- HMS Concorde, frégate de 5e rang, 36 canons, capitaine Hunt.
- HMS Galatea (en), frégate de 5e rang, 32 canons, capitaine Keats.

Outre les 60 navires de transport, la flotte était accompagnée du HMS Lark, sloop de 22 canons, de 2 cotres, 6 canonnières, et 2 lougres.

### La bataille de Groix

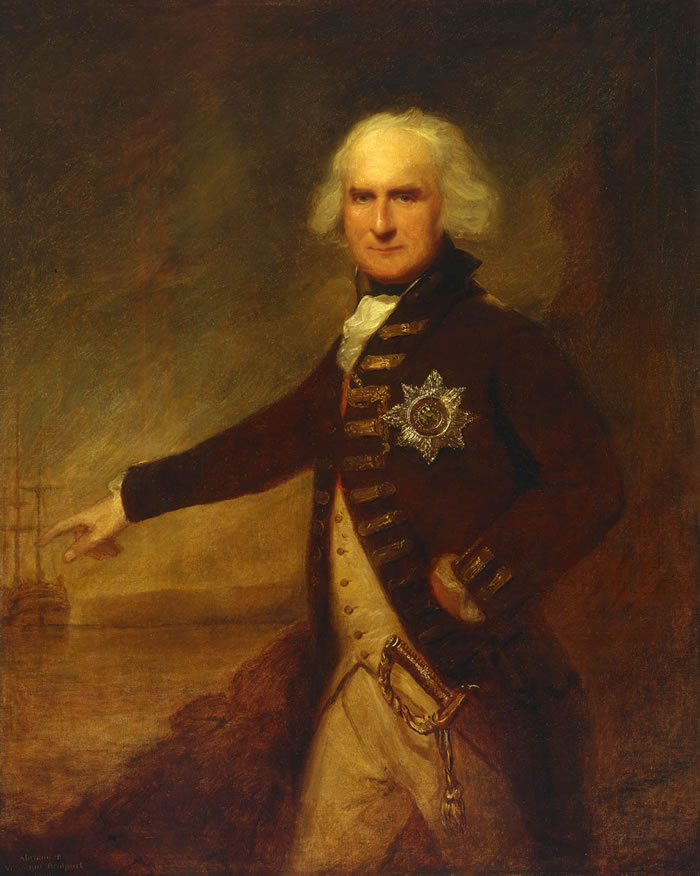
Portrait d'Alexander Hood Bridport, huile sur toile de Lemuel Francis Abbott, 1795, National Maritime Museum.

Jusqu'au 21 juin, le voyage se fit sans incident pour la flotte britannique, mais à Penmarch, le commodore Warren aperçut derrière lui les premières voiles de la flotte républicaine française. Celle-ci, forte de 13 navires sous le commandement de l'amiral Louis Thomas Villaret de Joyeuse, était sortie de Brest et avait pris en chasse la flotte britannique après son passage. Warren n'avait que 9 navires de guerre, il envoya donc une de ses frégates avertir l'escadre de l'amiral Bridport qui croisait à proximité. Celle-ci, forte de 15 navires, put intervenir avant que la flotte française n'eut rattrapé le convoi. Villaret était à son tour en position défavorable mais il ne put éviter l'affrontement au large de l'île de Groix. Le 23 juin la flotte française fut écrasée et dut se réfugier à Lorient. 670 Français contre seulement 31 Britanniques avaient été tués. En outre les marins britanniques s'étaient emparés de 3 vaisseaux. Le capitaine français Charles de Linois, futur amiral de l'empire napoléonien, faisait partie des prisonniers. Blessé, il avait perdu son œil gauche. Grâce à cette victoire les vaisseaux de la Royal Navy étaient désormais maîtres de la mer.

### Débarquement à Carnac

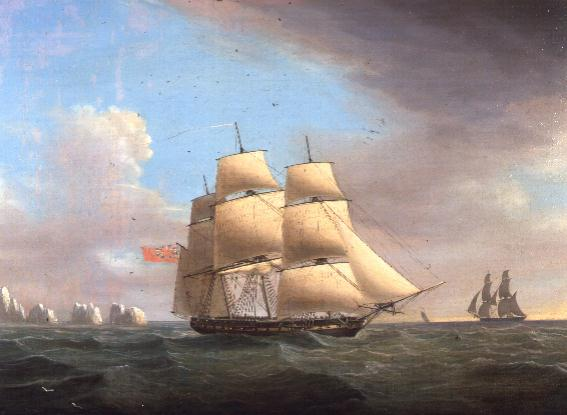
Le, huile sur toile de Thomas Whitcombe.

Le 23 juin au soir, peu après la victoire des Britanniques, la frégate HMS Galatea avec à son bord Vincent de Tinténiac et Paul Alexandre du Bois-Berthelot fut détachée du convoi et envoyée en éclaireur. Les deux hommes avaient pour mission de prévenir les Chouans du débarquement et de s'assurer que la côte était bien libre.
Le 25 juin toute l'escadre mouillait dans la baie de Quiberon, Tinténiac ayant donné le signal convenu. Menés par Georges Cadoudal, 5 000 Chouans s'étaient emparés de Carnac ; la côte entre Lorient et Vannes était ainsi dégagée. Cependant, le 26 juin à bord de la Pomone éclata une première dispute entre Joseph de Puisaye et Louis Charles d'Hervilly. Le premier voulait effectuer une action rapide, un débarquement immédiat afin de profiter de la désorganisation des républicains. Mais d'Hervilly s'y opposa, car il avait reçu le jour même une lettre de Charles Brottier qui accusait purement et simplement Puisaye d'être un agent de l'Angleterre et affirmait que ses plans étaient hostiles au retour des Bourbons, Brottier encourageait d'Hervilly à la prudence et à n'obéir qu'après avoir mûrement réfléchit aux ordres. Le maréchal de camp tint compte de l'avis de Brottier et il exigea d'effectuer au préalable des missions de reconnaissance sur les côtes environnantes.
Une journée fut ainsi perdue. S'étant assurés que la côte était bel et bien dégagée, les émigrés, régiment d'Hervilly et Loyal-Emigrant en tête, mirent pied à terre sur la plage de Carnac, le 27 juin. Cependant, le même jour, les Chouans durent s'opposer à la première réaction républicaine : un détachement de 200 hommes commandés par l'adjudant-général Balthazar Romand tenta de les attaquer, mais ses forces étaient trop faibles. Vincent de Tinténiac avec 700 hommes s'empara du tumulus Saint-Michel dit « Mont-Saint-Michel » et y planta sa chemise blanche fixée à un mât en guise de drapeau. Romand fut ensuite chassé de la côte et se replia sur Auray.

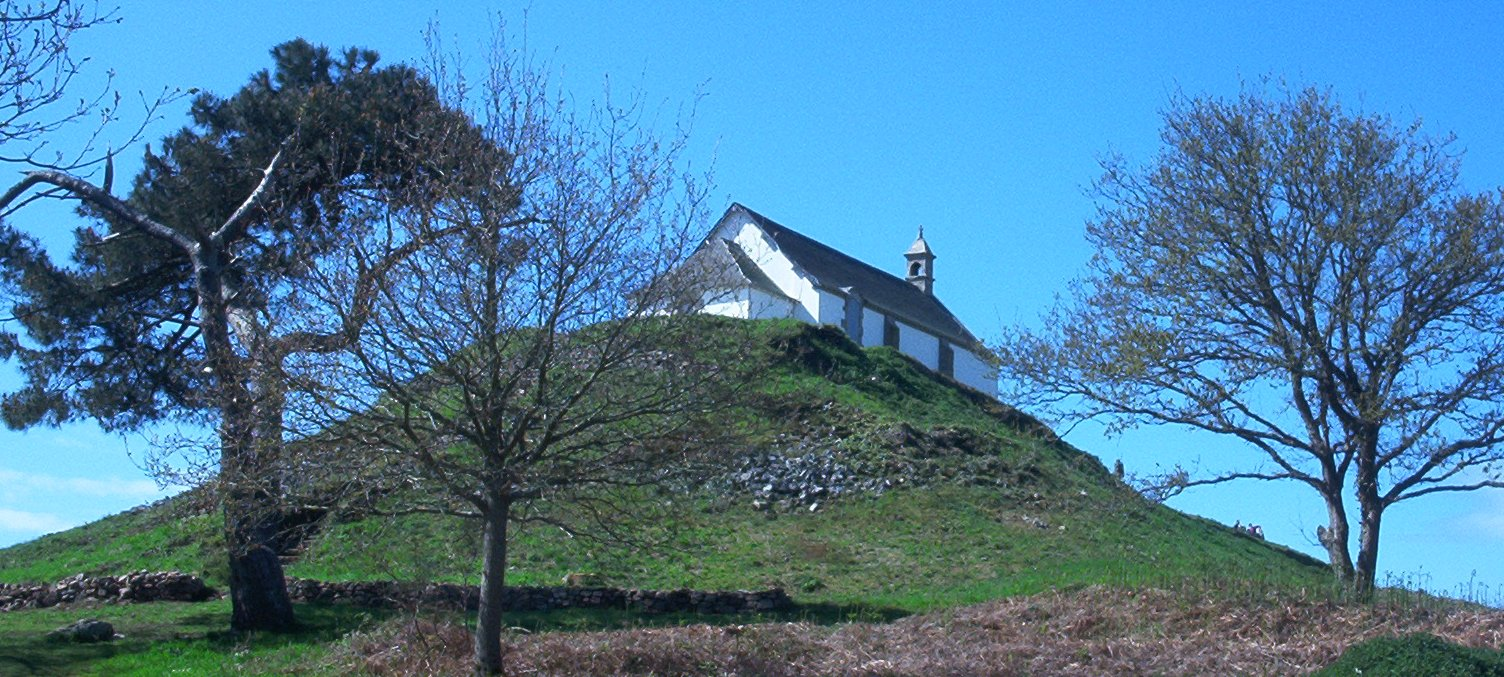
Le tumulus Saint-Michel

### Armement des Chouans
À la suite de ce premier combat, les Britanniques débarquèrent les armes et les munitions. Celles-ci furent remises aux Chouans dans la plus grande pagaille ; plusieurs jeunes Chouans à peine armés s'exercèrent au tir sans la moindre prudence, et il y eut même quelques blessés. Le général d'Hervilly, particulièrement strict sur la discipline, fut scandalisé par ce spectacle ; désormais il ne témoigna plus que du mépris envers les Chouans, qui avec une telle absence de discipline étaient incapables selon lui de combattre efficacement.
La nouvelle du débarquement provoqua un afflux de renforts vers Carnac, et les forces chouannes furent portées en quelques jours à 15 000 hommes. Du 27 au 29 juin on s'employa à enrégimenter les Chouans. Six divisions furent créées, dirigées par les colonels, et chaque groupe de deux divisions était sous les ordres d'un maréchal de camp. Les colonels Georges Cadoudal et Lantivy étaient sous les ordres de Vincent de Tinténiac, maréchal de camp ; les légions de Jean Jan et Jean Rohu furent placées sous la direction de Jacques Anne Joseph Le Prestre de Vauban, arrière-petit-neveu du maréchal Sébastien Le Prestre de Vauban ; Pierre-Mathurin Mercier, dit la Vendée et d'Allègre furent placés sous les ordres de Paul Alexandre du Bois-Berthelot.

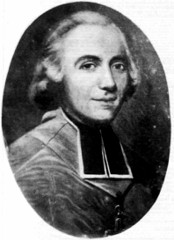
Urbain-René de Hercé, évêque de Dol, portrait exécuté en 1767.

Le 28 juin, une messe est célébrée sur la plage de Carnac par Urbain-René de Hercé, évêque de Dol, accompagné de 40 prêtres, en hommage à Louis XVII. Cependant d'Hervilly refusa de se mêler aux Chouans et les émigrés allèrent entendre une messe à part dans l'église de Carnac. Cet acte provoqua une coupure entre les émigrés et les Chouans.

### Division des royalistes

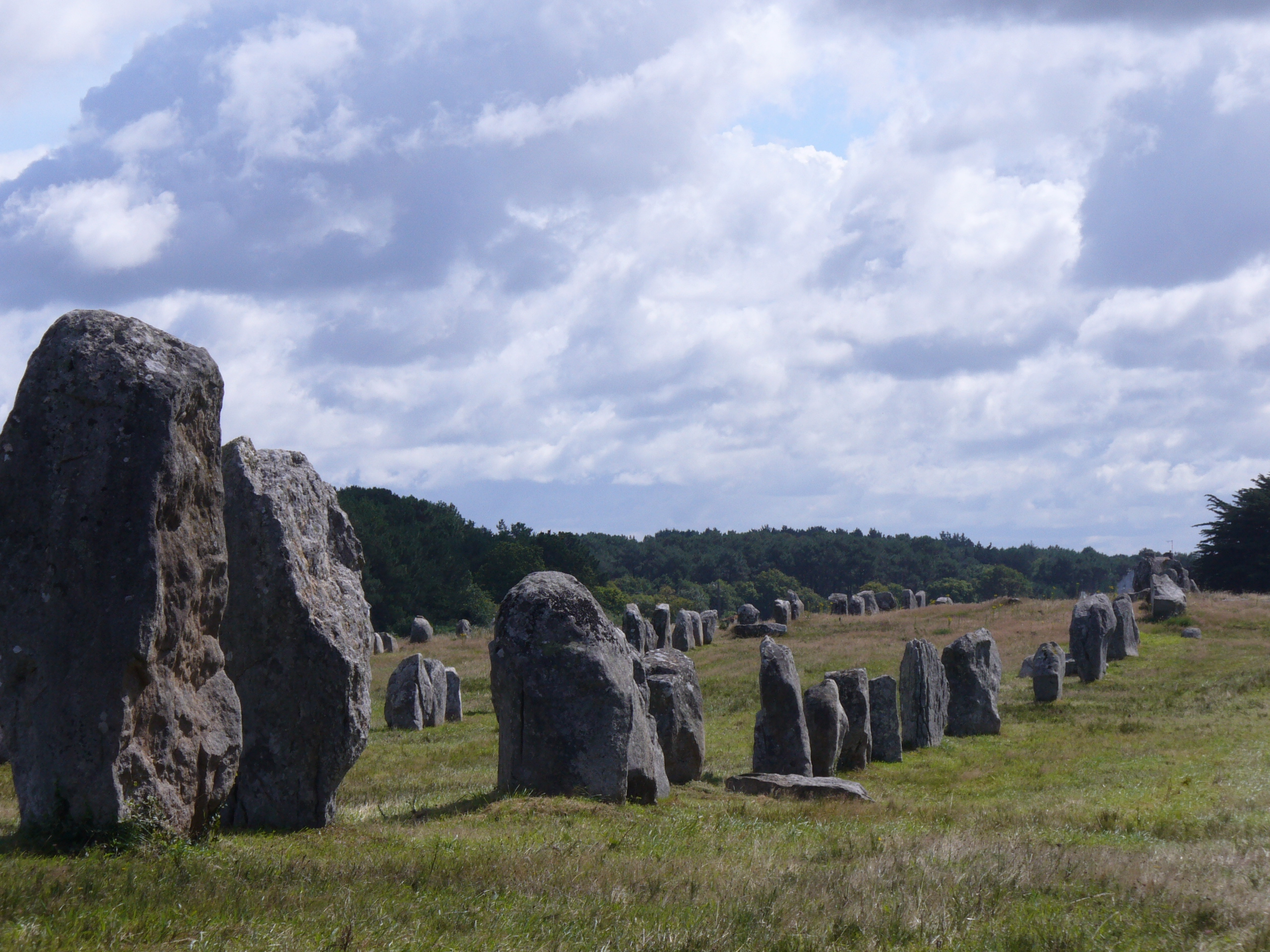
Carnac.

Le soir du 28 juin, un conseil de guerre se tint à Carnac, Puisaye soutenu par Tinténiac, Bois-Berthelot et Le Prestre de Vauban voulait se mettre en marche le plus tôt possible. Cadoudal proposa également d'attaquer le fort Sans-Culotte qui bloquait le passage de la presqu'île de Quiberon, mais d'Hervilly refusa de bouger, contestant même le titre de général en chef à Puisaye.
Le conflit était également d'ordre politique : Puisaye, ancien girondin, était un monarchiste constitutionnel, alors que d'Hervilly, était partisan de l'Ancien Régime. Une journée de plus fut perdue en discussions orageuses, en négociations entre les deux chefs. Puisaye dut envoyer un cotre porteur d'un courrier à Londres afin de confirmer son commandement en chef. Finalement, la réunion se termina par un partage du commandement ; en attendant les réponses de Londres, le commandement des soldats était échu à d'Hervilly, Puisaye n'avait plus autorité que sur les Chouans.

## Les combats

### Contre-attaque des Républicains

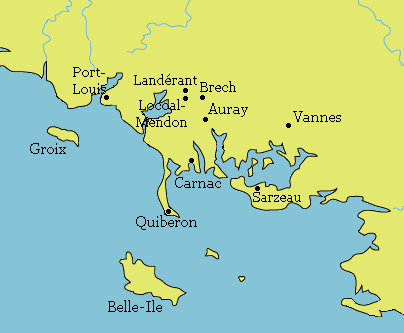
La Presqu'île de Quiberon.

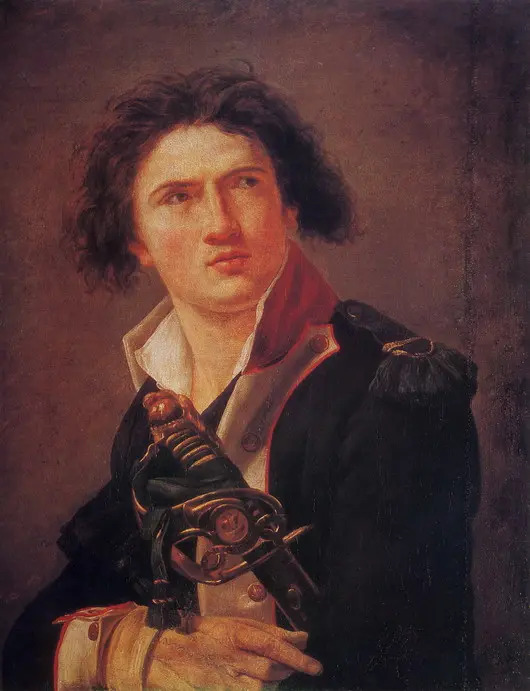
Lazare Hoche
huile sur toile artiste anonyme (école de David), vers 1793.
Musée d'Arts, Bogdan et Varvara Khanenko, Kiev.

Dans l'attente de l'offensive, les Chouans se déployèrent et s'emparèrent de quelques villes et villages abandonnés par les Républicains. Tinténiac occupa Landévant, Le Prestre de Vauban prit Locoal-Mendon et Bois-Berthelot contrôlait Auray. Mais les Chouans ne purent aller plus loin et durent se résoudre à camper sur leurs positions.
La division des royalistes profitait grandement aux Républicains : lors du débarquement, leur armée était totalement dispersée et Hoche, alors à Vannes, ne commandait qu'à 2 000 hommes. Il écrivit alors à tous les généraux de l'Armée de l'Ouest auxquels il réclama des renforts d'urgence et principalement de la cavalerie et de l'artillerie ; il s'adressa particulièrement aux généraux Jean Baptiste de Canclaux à Nantes, Louis Chabot à Brest et Louis Chérin à Rennes, exigeant qu'ils lui fournissent chacun 4 000 hommes.
Dès le 28 juin, Hoche avec 400 fantassins et 30 cavaliers avait lancé une première mission de reconnaissance. Le 30 juin, les Républicains passèrent à l'attaque : Josnet de Laviolais à la tête de 1 000 soldats attaqua Landévant, pendant que Hoche avec 2 000 hommes assaillait Auray. Les Chouans n'avaient pas la discipline des soldats républicains et n'étaient pas à l'aise dans les batailles rangées ; néanmoins l'avantage du nombre leur permit de repousser les Bleus lors de la première journée.
Cependant, malgré leur victoire, les Chouans restèrent inactifs, car les émigrés refusaient toujours de bouger de Carnac. Pendant ce temps, chez les Républicains, les renforts affluaient des autres départements.

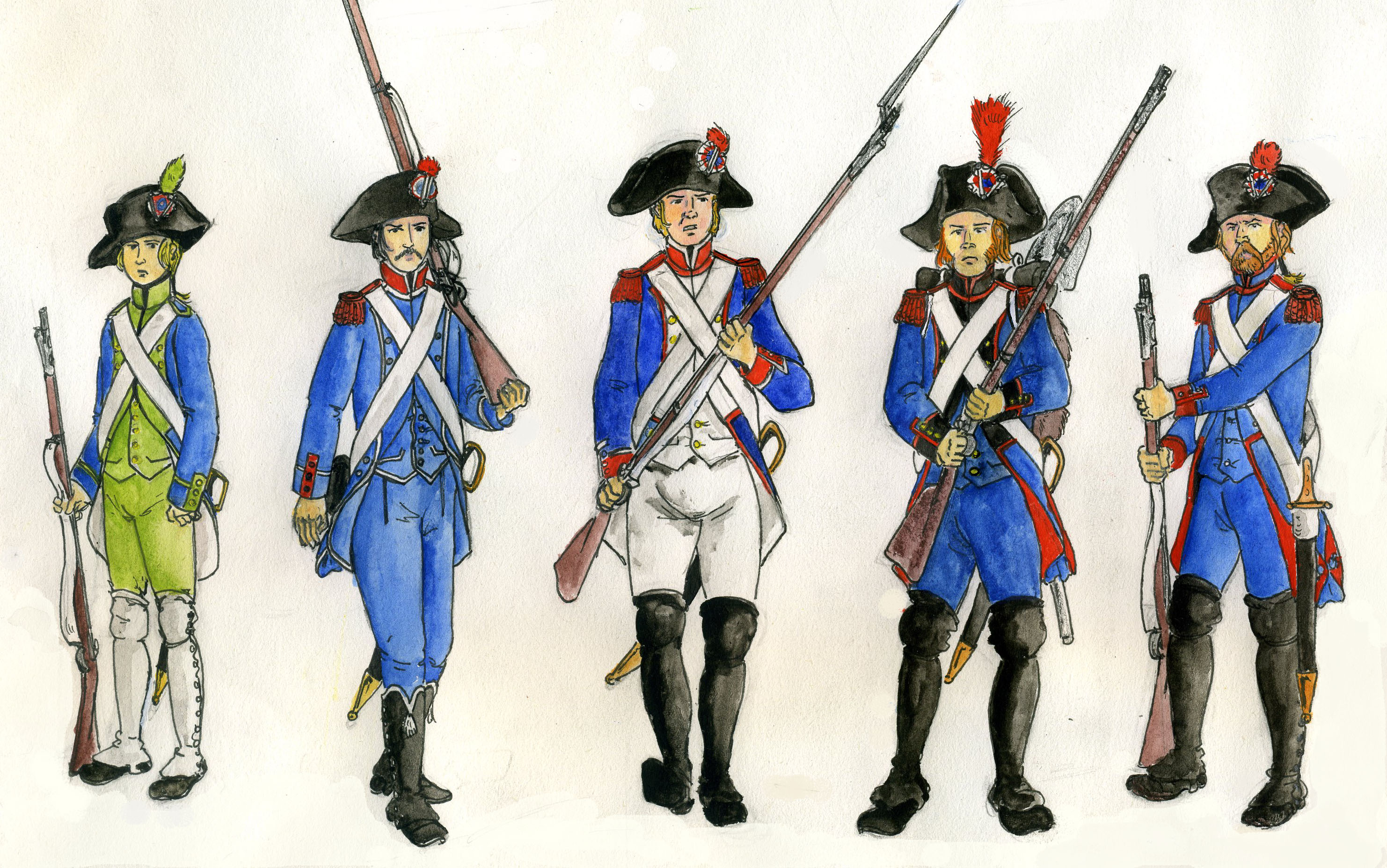
Soldats républicains:
1) Canonnier garde-côte
2) Carabinier, infanterie légère
3) Fusilier, infanterie de ligne
4) Sapeur
5) Artilleur.

Les Chouans d'Ille-et-Vilaine et du Maine avaient les moyens de s'opposer à ces renforts, mais des instructions venues de Brottier leur ordonnèrent de ne pas se soulever avant d'en avoir reçu l'ordre. Quant à Aimé du Boisguy, en Ille-et-Vilaine, il n'apprit le débarquement que le 2 juillet, et regretta amèrement de ne pas avoir été prévenu assez tôt pour pouvoir se rendre dans le Morbihan avec ses 5 000 hommes afin d'appuyer Puisaye. Dès lors, Boisguy et d'autres chefs s'employèrent à détruire les ponts et à harceler les colonnes de renforts, mais il était bien tard.
Le 3 juillet, Hoche disposait désormais de 13 000 hommes sous ses ordres, et une nouvelle offensive fut lancée contre les 15 000 Chouans de Puisaye. Le bourg de Landévant fut attaqué le premier : il fut pris par les Républicains puis repris par les Chouans, qui finirent par en être définitivement expulsés le 5 juillet. Tinténiac se replia ensuite à Locoal-Mendon, tandis que Auray tombait à son tour. Risquant d'être pris à revers, Le Prestre de Vauban dut abandonner Locoal-Mendon. À la fin de la journée, les Chouans s'étaient repliés sur Ploemel, Erdeven et Carnac.
Le même jour, le fort Sans-Culotte fut néanmoins capturé par les émigrés embarqués par la flotte britannique.

### Prise du fort Sans-culotte

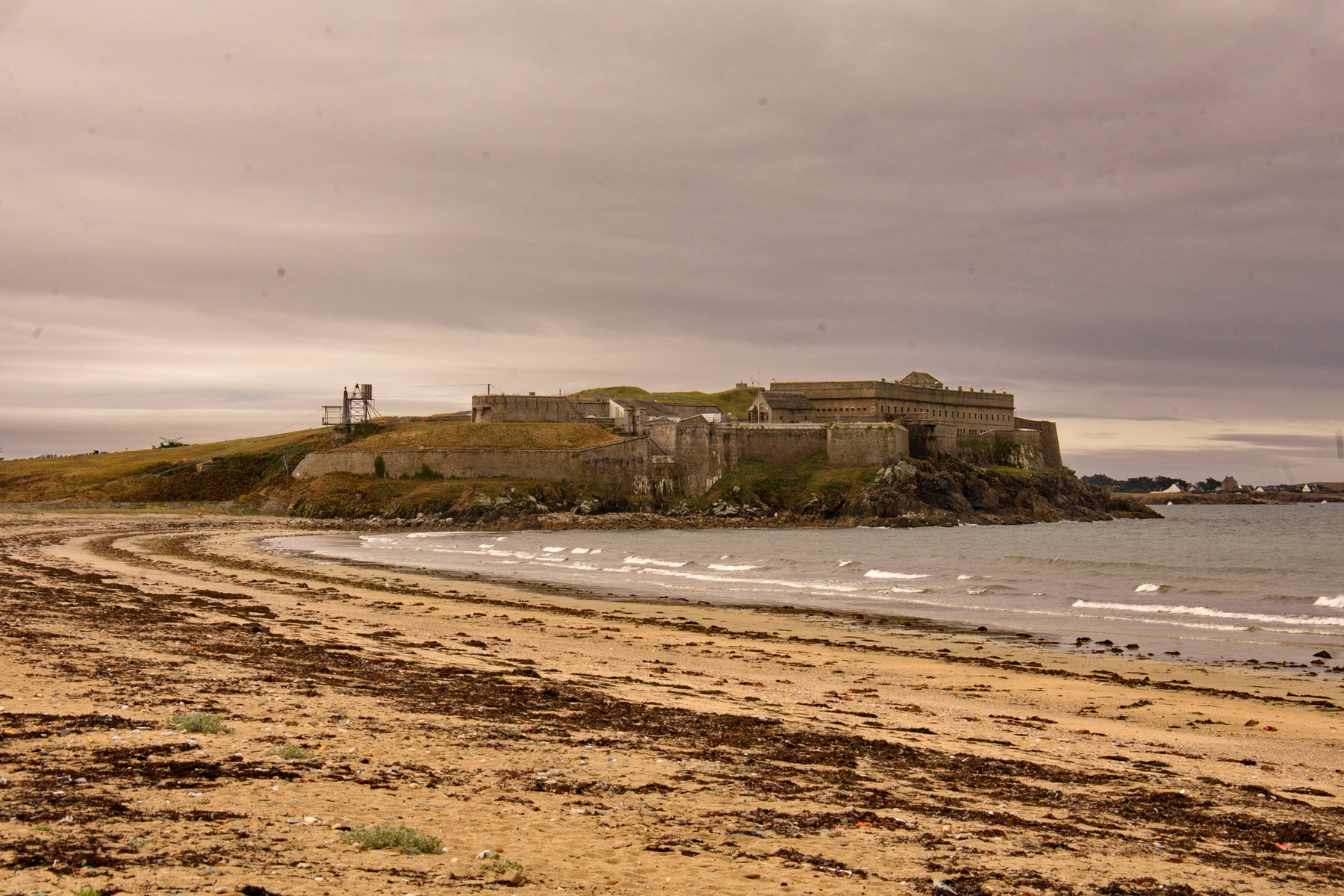
Le fort de Penthièvre

Le fort Sans-Culotte était défendu par Délise et 700 hommes du 41e régiment d'infanterie de ligne. Attaqués le 30 juin par les troupes émigrées et 1 500 Chouans, les défenseurs du fort, à court de vivres, se rendirent le 3 juillet. Les émigrés proposèrent aux 700 soldats républicains de s'enrôler dans les forces royalistes, 400 acceptèrent les 300 autres furent embarqués sur les navires britanniques. Le fort Sans-culotte reprit ensuite son ancien nom de fort de Penthièvre.

### Retraite sur la Presqu'île

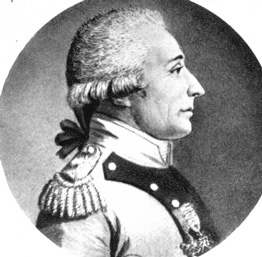
Louis Charles d'Hervilly, maréchal de camp de l'Armée des émigrés.

Le 6 juillet les généraux républicains Jean Humbert, Jean Valletaux et Louis Lemoine lancèrent l'attaque respectivement sur Erdeven, Ploemel et Carnac. Les Chouans demandèrent de l'aide aux émigrés, et d'Hervilly envoya alors son régiment, ainsi que le Loyal-Émigrant, mais il lança rapidement un contre-ordre et les émigrés se replièrent.
La bataille sombra dans le chaos ; 30 000 civils, habitants du pays ou famille des Chouans, se trouvaient entre les lignes républicains et royalistes. Certains cherchèrent à franchir les lignes républicaines, d'autres, plus nombreux, fuyaient vers la presqu'île au sud chercher la protection du fort de Penthièvre. La bataille fut acharnée et aucun des deux camp ne prit l'avantage ; la tombée de la nuit mit fin aux affrontements.
Le 7 juillet au matin, les royalistes prirent la décision d'entamer une retraite progressive sur la presqu'île de Quiberon afin de s'abriter vers le fort de Penthièvre. Les Républicains ne leur laissèrent pas le temps d'effectuer cette manœuvre en bon ordre ; cette fois-ci les défenses des Chouans cédèrent dans la matinée et leurs lignes furent percées à l'est, Carnac puis le bourg de Plouharnel pris. Les Chouans à Erdeven et Ploemel étaient en passe d'être encerclés. Le sort de la bataille se jouait alors à Sainte-Barbe, petit village situé dans la commune de Plouharnel. Pendant que les troupes de Tinténiac et Le Prestre de Vauban retraitaient sur Quiberon sur une fine bande de terre, Cadoudal et Rohu tentaient de retenir l'offensive républicaine. Le temps était d'autant plus compté que la marée montait. Les Républicains avaient l'opportunité d'encercler les Chouans et de les écraser, mais Cadoudal et Rohu parvinrent à résister suffisamment longtemps pour permettre l'évacuation, puis ils se replièrent à leur tour et se mirent à l'abri dans le fort de Penthièvre.
Puisaye cependant ne voulut pas en rester là ; il parvint à convaincre d'Hervilly de lancer une contre-attaque pour reprendre Sainte-Barbe. Le 8 juillet, à deux heures du matin, les Chouans de Tinténiac et Cadoudal, épaulés par 2 000 émigrés, passèrent à l'attaque. Les premiers s'emparèrent des avant-postes. Les Républicains de Humbert, d'abord surpris, répliquèrent avec l'artillerie. Les transfuges républicains du régiment d'Hervilly prirent alors la fuite et jetèrent la confusion dans leurs rangs. D'Hervilly ordonna alors à ses troupes de faire retraite, et Puisaye dut faire de même. Peu d'hommes avaient été tués lors de l'affrontement, mais Sainte-Barbe était définitivement aux mains des Républicains. Le général Louis Lemoine se chargea de l'occuper avec les 5 000 hommes de la division de Rennes.

Quelques heures plus tard, le général Hoche pouvait écrire au général Chérin : 

« Mon cher ami, les anglo-émigrés-chouans sont, ainsi que des rats, enfermés dans Quiberon où l'armée les tient bloqués. J'ai l'espoir que dans quelques jours nous en seront quittes… »

### Offensive émigrée

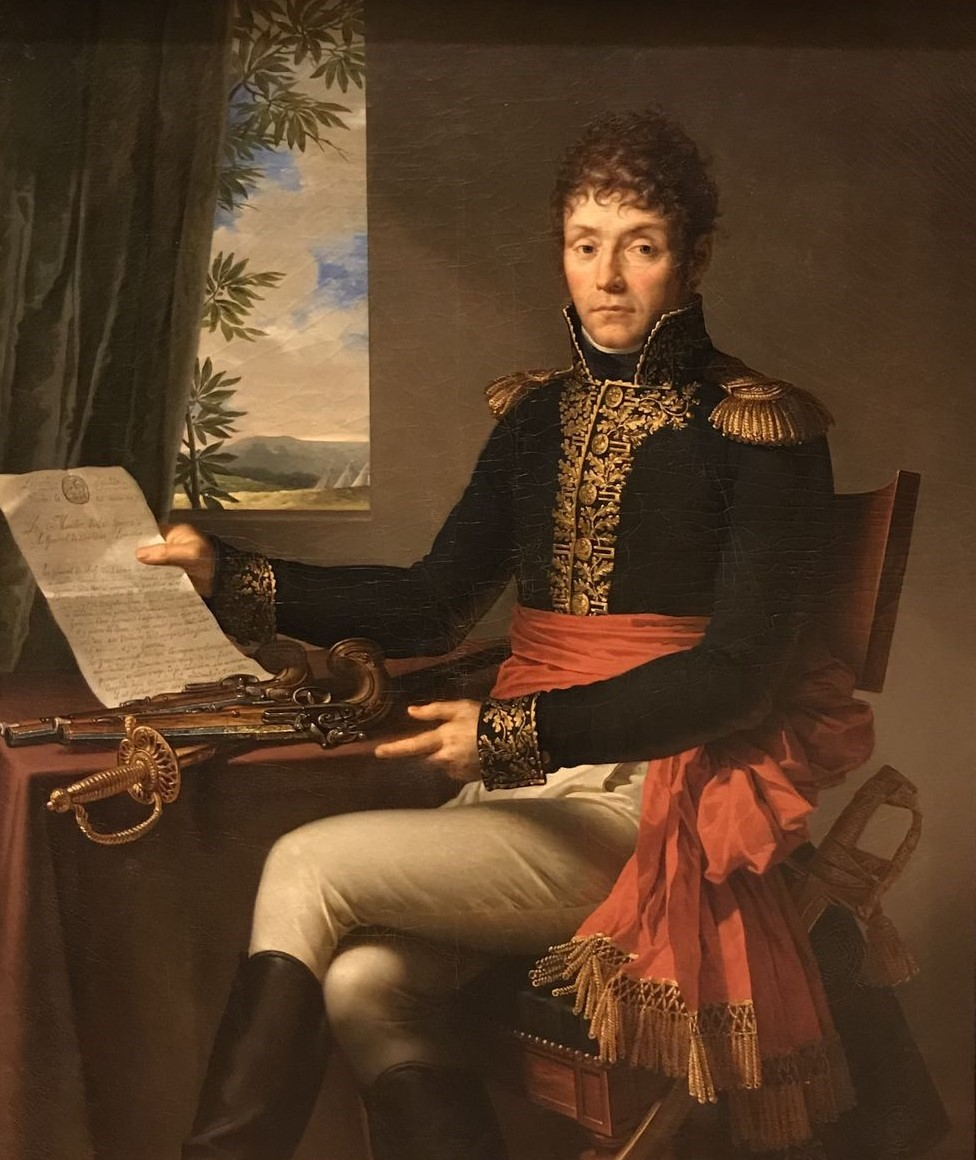
Louis Lemoine.

Le 9 juillet, l'état-major royaliste tint conseil. Cadoudal proposa un plan pour tenter de briser les lignes républicaines, le but étant de profiter de leur domination sur la mer pour débarquer des troupes au-delà de ces lignes afin de pouvoir les attaquer de dos. Ce plan soutenu par Tinténiac, Bois-Berthelot et Le Prestre de Vauban fut approuvé par le conseil. Le 10 juillet, deux colonnes chouannes, l'une de 2 000 hommes commandée par Jean-Baptiste-Paul-Marie de Lantivy-Kervéno et Jean Jan, l'autre de 3 500 hommes, commandée par Tinténiac et Cadoudal, renforcés de la deuxième compagnie du Loyal-Émigrant, s'embarquèrent à Port-Haliguen sur les navires britanniques et furent débarqués, la première à l'ouest au Pouldu à Clohars-Carnoët, la seconde à l'est à Sarzeau. Les Chouans, vêtus d'uniformes britanniques, avaient pour mission de lever un maximum de troupes et de prendre les lignes républicaines à revers pour le 16 juillet afin de lancer une attaque combinée avec l'armée des émigrés.
Pendant ce temps le nombre des troupes républicaines augmentait : au moment du débarquement, 9 200 soldats occupaient déjà le Morbihan sans compter la garnison de Belle-Île ; entretemps Hoche avait reçu en renfort 4 000 soldats des Côtes-du-Nord étant passés par Ploërmel, qui furent placés sous les ordres du général Valletaux. La division de la Loire-Inférieure, forte de 5 000 hommes commandés par le général Lemoine, arriva de Nantes en passant par La Roche-Bernard. À Rennes le général Chérin envoya le général Drut avec 3 600 hommes. Ainsi à partir de la mi-juillet, Hoche put compter sur près de 23 000 hommes dans le Morbihan concentrés essentiellement sur Quiberon, entre Lorient et Vannes.
En revanche, le général Chabot à Brest, et le général Aubert du Bayet, commandant de l'armée des côtes de Cherbourg en poste à Saint-Malo, craignant de nouveaux débarquements britanniques, n'envoyèrent que peu de troupes. Aubert du Bayet n'envoya notamment que 500 hommes à Quiberon.
Le 15 juillet, une nouvelle flotte de navires de transport britannique commandée par Francis Rawdon-Hastings fit son apparition dans la baie de Quiberon. Elle transportait la deuxième division émigrée, sous les ordres du marquis Charles de Virot de Sombreuil, ainsi que la réponse du gouvernement britannique à la lettre de Puisaye envoyée le 27 juin. Cette lettre, écrite par William Windham, mit fin à la discorde entre d'Hervilly et Puisaye en confirmant ce dernier comme chef de l'expédition. Afin de clarifier la situation, le gouvernement promut Puisaye au grade de lieutenant général au sein de l'armée britannique.

### La deuxième division émigrée
- Le Régiment de Rohan

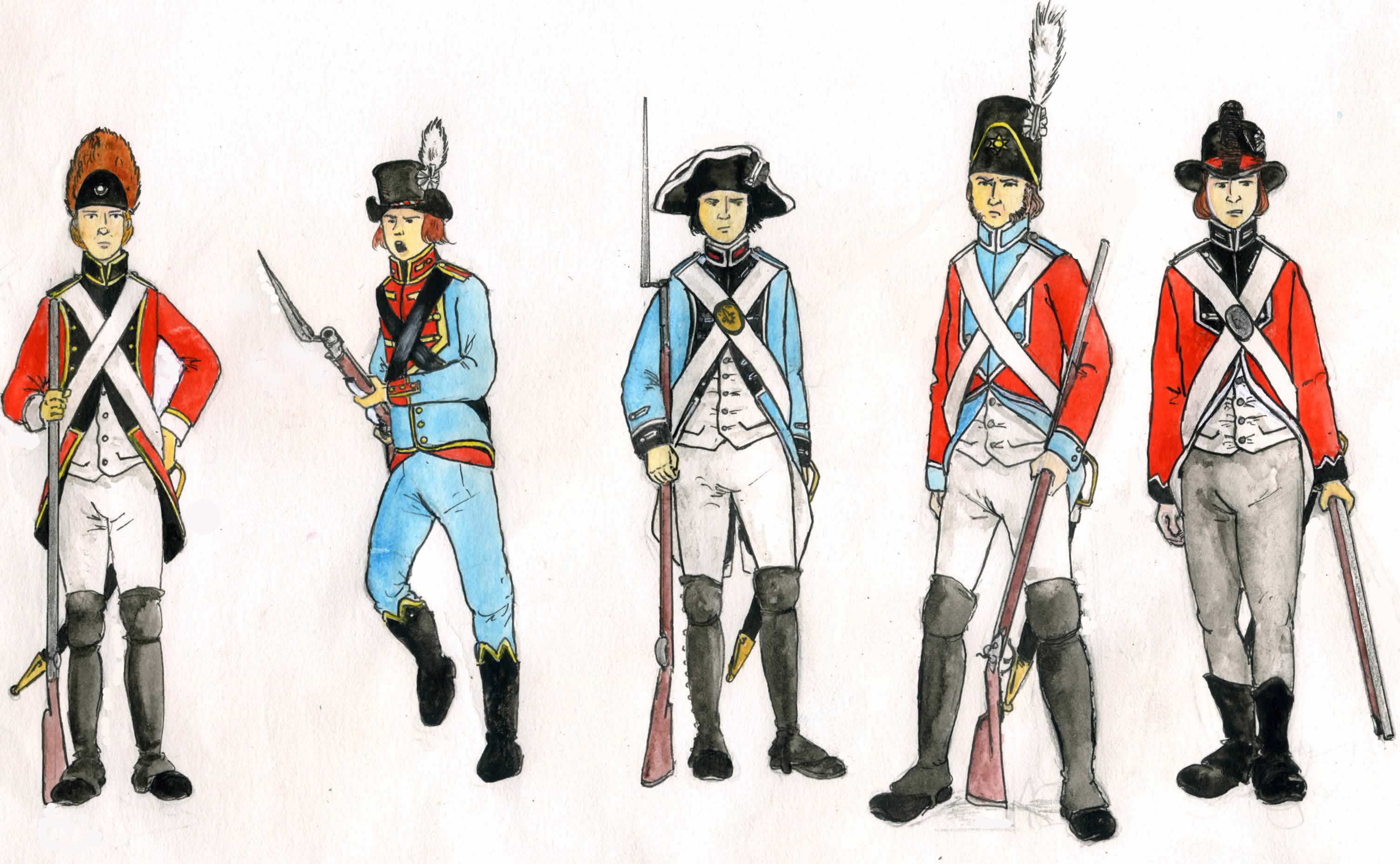
Soldats émigrés de la deuxième division :
1) Légion du Périgord.
2) Légion de Béon.
3) Régiment de Damas.
4) Régiment de Rohan.
5) Légion de Salm-Kiburg.

  - Lieutenant-colonel : Comte de La Villéon.
- La Légion de Béon
  - Colonel : Comte d'Anceau.
- La Légion (ou régiment) de Damas
  - Lieutenant-colonel : Comte de Rouhaut.
- La Légion du Périgord
  - Lieutenant-colonel : Comte Boson de Talleyrand-Périgord.
- La Légion de Salm-Kiburg
  - Lieutenant-colonel : Comte de Bailly.

Chacun de ces régiments ou légions était fort de 300 à 400 hommes.

### Bataille de Plouharnel
Sombreuil demanda à Puisaye de différer l'attaque d'une journée, afin d'avoir le temps de débarquer et d'armer ses hommes pour qu'ils puissent eux aussi prendre part au combat. Mais Puisaye dut refuser afin de pouvoir agir de concert avec Tinténiac. Dans la nuit du 15 au 16 juillet, Le Prestre de Vauban s'embarqua avec 1 500 Chouans sur les navires de Warren ; il fut débarqué à Carnac avec ses troupes afin de tenter une diversion. Un code avait été convenu avec Puisaye : lorsque Le Prestre de Vauban aurait engagé le combat, il devait envoyer une première fusée ; s'il était repoussé, il devait en envoyer une deuxième. Le 16 juillet, à trois heures trente du matin, le combat s'engagea à Carnac et Le Prestre de Vauban fit tirer sa première fusée.
Au fort de Penthièvre, Puisaye, croyant entendre une clameur dans le camp républicain, crut à une attaque de Tinténiac et ordonna une offensive générale. 2 500 émigrés et 1 600 Chouans menés par le général d'Hervilly se mirent en mouvement. Le régiment du Dresnay et 600 Chouans commandés par le duc de Lévis occupaient le flanc droit ; le régiment d'Hector était placé au centre-droit ; la première compagnie du Loyal-Émigrant au centre formait l'avant-garde ; le Royal-Artillerie était derrière elle, avec 8 pièces d'artillerie ; le régiment d'Hervilly occupait le centre-gauche et les Chouans le flanc gauche. Face à cette armée se trouvaient 18 000 soldats républicains. Le Prestre de Vauban avait été forcé de réembarquer et avait lancé sa deuxième fusée, mais Puisaye ne l'avait pas vue.
Les émigrés arrivèrent au contact avec l'avant-garde républicaine commandée par Jean Humbert, qui se replia rapidement sur ses lignes. Les Républicains laissent les royalistes s'approcher puis ouvrent le feu avec toute leur artillerie ; les troupes émigrées, au centre, marquent le pas tandis que les Chouans à gauche atteignent les retranchement et engagent le combat au corps-à-corps. À droite, les troupes royalistes vont à l'assaut mais sont repoussées. Alors que l'ensemble de l'armée émigrée repart à l'attaque, d'Hervilly est grièvement blessé à la poitrine d'un biscaïen ; ses troupes se débandent alors peu à peu, poursuivies par la cavalerie républicaine, les fantassins lui prêtant main-forte en quittant leurs retranchements. Les royalistes trouvent refuge dans le fort de Penthièvre, tandis que Le Prestre de Vauban, revenu de Carnac, et des fantassins britanniques protègent leur retraite. L'artillerie du fort, soutenue par celle de plusieurs frégates de la Royal Navy, arrête la progression des Bleus.

## Assaut des Républicains sur Quiberon

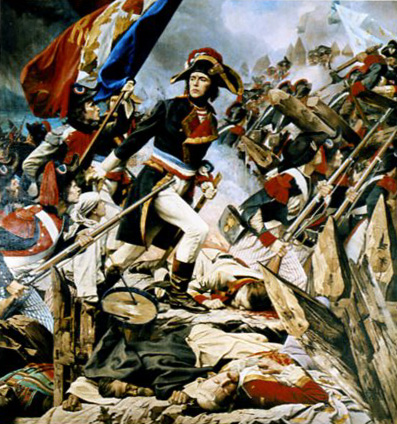
Hoche à la bataille de Quiberon, peinture de Charles Porion, XIXe siècle.

Les émigrés repoussés, le général Hoche tint un conseil de guerre avec ses officiers et les représentants en mission pour savoir s'il convenait d'attaquer le fort de Penthièvre, qui barrait le passage vers la presqu'île. Les officiers du génie étaient d'avis de mettre un siège en règle devant le fort, mais ce n'était pas l'opinion de Hoche, qui voulait en finir au plus tôt. Son plan était donc de prendre le fort par surprise.
Mais le même jour, trois soldats du 41e régiment d'infanterie de ligne se présentèrent à l'état-major. Il s'agissait des sergents-majors Antoine Mauvage et Nicolas Litté, et du canonnier David Goujou. Ces soldats faisaient partie de la garnison républicaine du fort au moment de sa prise par les émigrés ; ils avaient ensuite accepté de s'enrôler dans l'armée royaliste et étaient toujours affectés à la défense du fort qu'ils avaient discrètement déserté afin de rejoindre les Républicains. Les trois hommes affirmaient que la majorité des soldats de la garnison étaient prêts à se retourner contre les Royalistes et se proposaient de guider les troupes républicaines afin de prendre le fort par surprise.
Hoche hésitait : il craignait un piège et interrogea longuement les trois hommes. Finalement, le canonnier Goujon se proposa de retourner au fort, puis de revenir afin de rapporter lui-même le mot d'ordre. Ces déclarations finirent par convaincre Hoche qui décida de tenter l'attaque surprise. Cependant, la longue et fine bande de sable qui séparait le village de Sainte-Barbe du fort de Penthièvre était gardée par la flotte britannique du commodore Warren. Hoche décida d'attendre qu'un vent fort et une mer agitée pousse les navires à s'éloigner de la côte, afin de pouvoir lancer de nuit une attaque discrète et passer au nez et à la barbe des Britanniques. Les trois déserteurs regagnèrent le fort de Penthièvre afin de prévenir leurs compagnons et l'attaque fut fixée pour la nuit du 19 au 20 juillet.

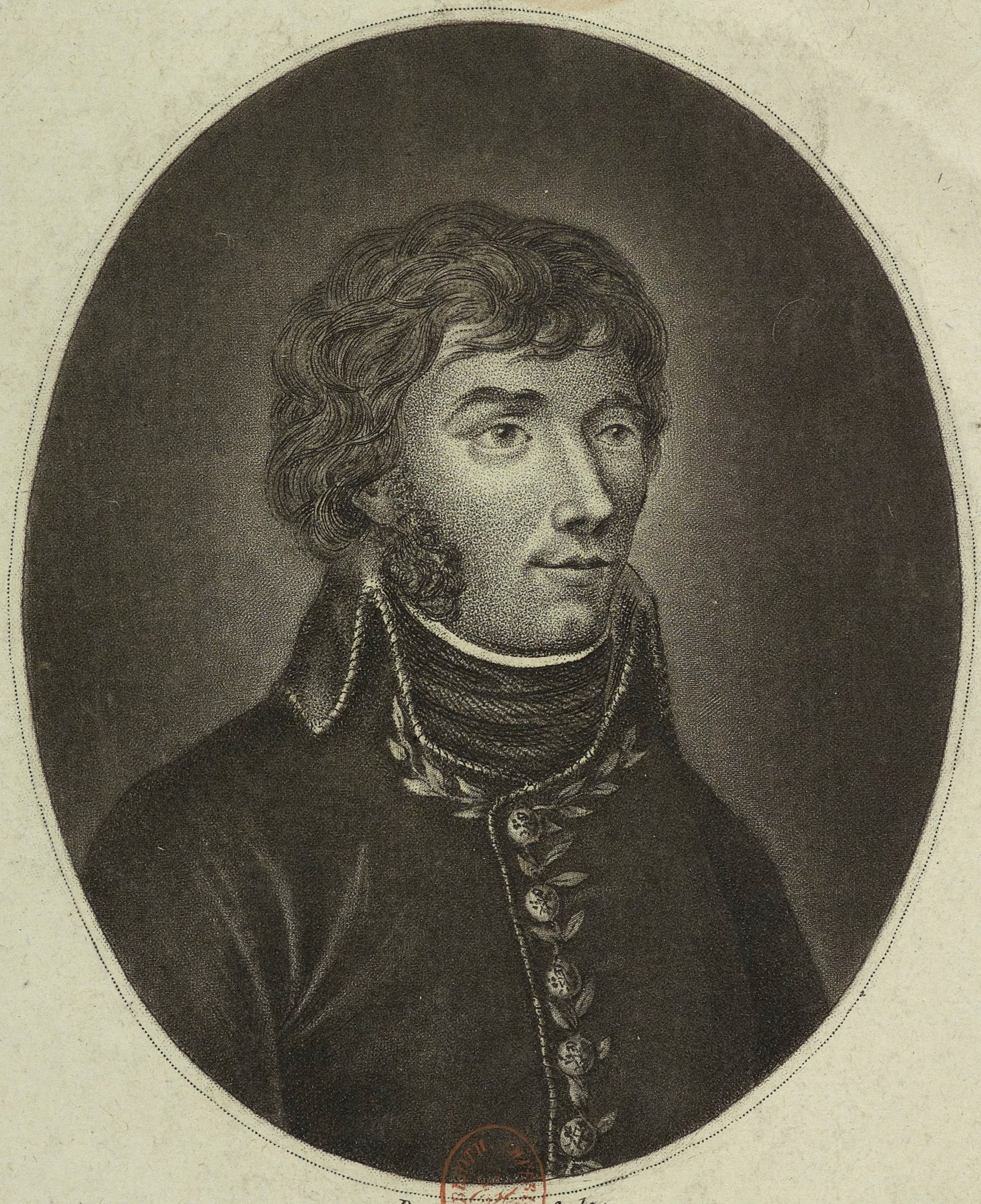
Jean Humbert, général de brigade républicain.

À Vannes, le 19 juillet, Lazare Hoche adressa ses instructions à ses officiers:

« La presqu'île de Quiberon sera attaquée aujourd'hui, 1er thermidor, à onze heures du soir.
Le général Humbert, à la tête de 500 hommes d'élite de son avant-garde, et conduit par un guide que je lui enverrai, se portera sur le village de Kerostin, en passant par la laisse de la basse mer, laissant le fort Penthièvre à droite et la flotte anglaise à gauche. Il fera marcher sur deux files, avec le moins de bruit et à la moindre distance possibles. Arrivé près du village, il tournera brusquement à droite et fera courir jusqu'au fort, dont il s'emparera en franchissant la palissade; il égorgera tout ce qui s'y trouvera, à moins que les fusiliers ne viennent se joindre à sa troupe. Les officiers, sergents d'infanterie et canonniers n'auront point de grâce.
Le général de brigade Botta suivra Humbert dans le même ordre avec le reste de l'avant-garde. Il s'emparera de Kerostin, et fera fusiller tous les individus armés qui voudraient sortir des maisons. Les soldats sans armes qui viendront le joindre seront accueillis; les officiers et sous-officiers seront fusillés sur-le-champ.
En arrivant dans la presqu'île, ces deux officiers généraux feront crier par leur troupe: « Bas les armes ! À nous les patriotes ! »
L'adjudant-général Mesnage favorisera l'attaque d'Humbert en attaquant lui-même les grand'gardes ennemies; il les culbutera, leur passera sur le corps et les poussera jusqu'au fort. La palissade franchie, il suivra par sa gauche le fossé jusqu'à la gorge.
Mesnage ne fera pas tirer un coup de fusil; il fera passer à la baïonnette tout ce qu'il trouvera d'ennemis. La troupe qui doit faire cette attaque sera l'élite du général Valletaux.
Valletaux soutiendra l'attaque de Mesnage avec le reste de sa brigade; il fera en sorte de se précipiter au fort en se rapprochant le plus possible pour éviter son feu.
Humbert se mettra en marche par la gauche à minuit précis; Ménage par la droite un quart d'heure après. Les deux colonnes suivront la marée, dussent-elles marcher un peu dans la mer.
Le général Lemoine portera sa brigade à la hauteur de l'avant-garde. Il y laissera un bataillon avec deux-pièces de quatre, marchera en bataille à la hauteur de la colonne Valletaux qu'il doit soutenir.
Garde du camp: deux bataillons de la réserve et la troisième de la demi-brigade, commandée par le général Drut, qui fera tirer à boulets rouges sur les bâtiments qui voudront nous inquiéter. »

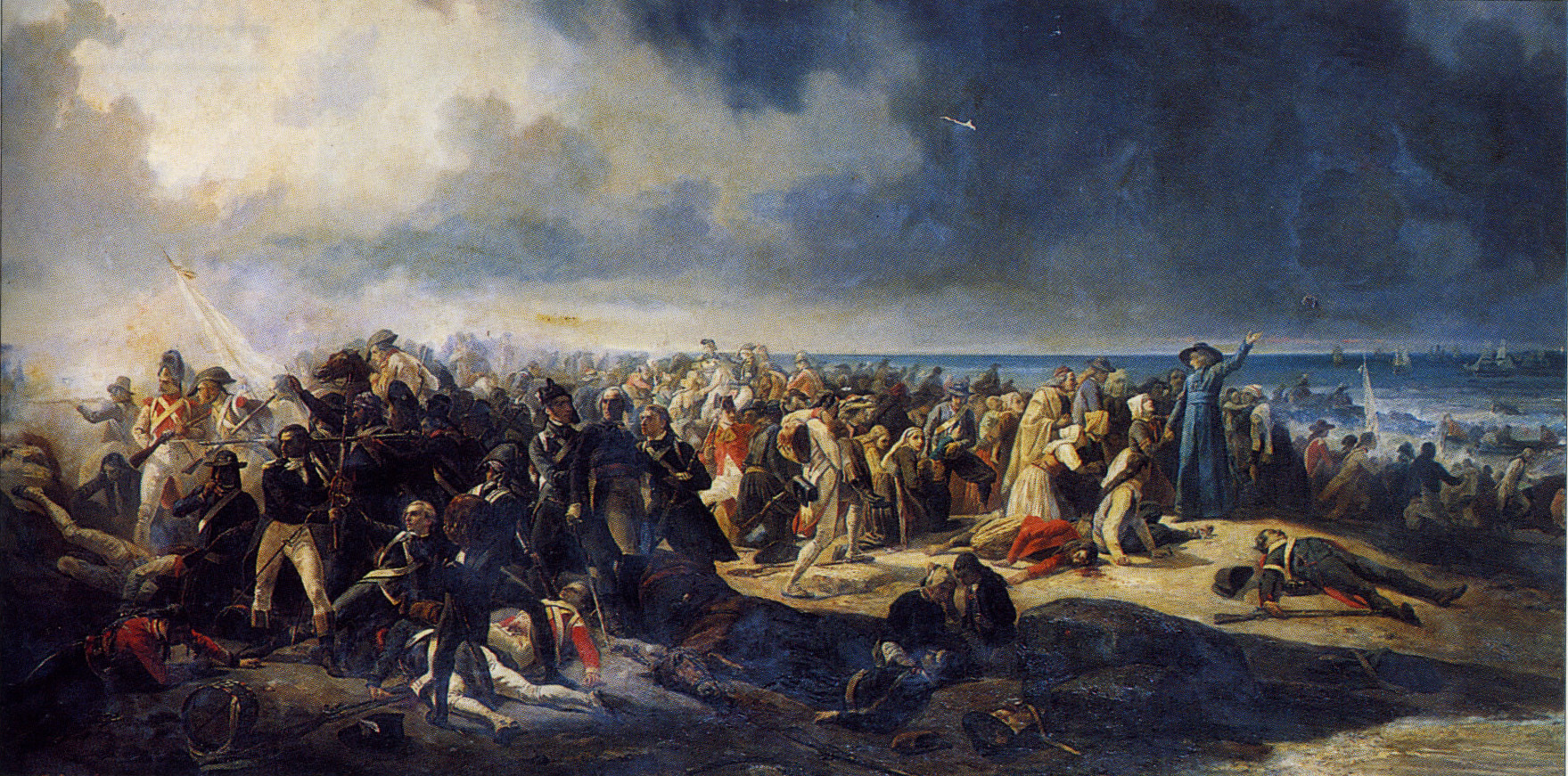
Combat de Quiberon en 1795, tableau de Jean Sorieul datant de 1850.

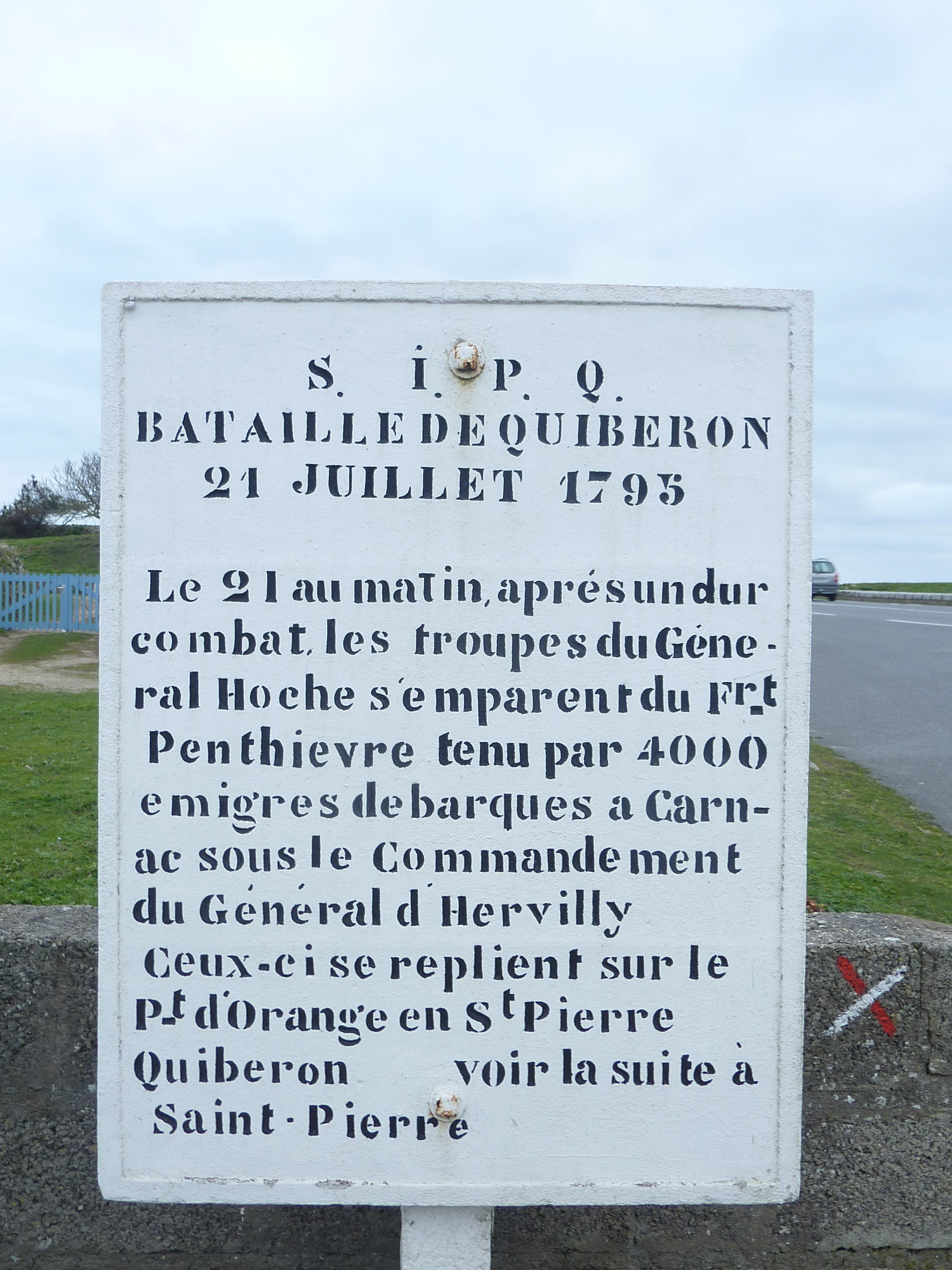
Panneau commémoratif de la bataille de Quiberon du 21 juillet 1795, près du fort de Penthièvre.

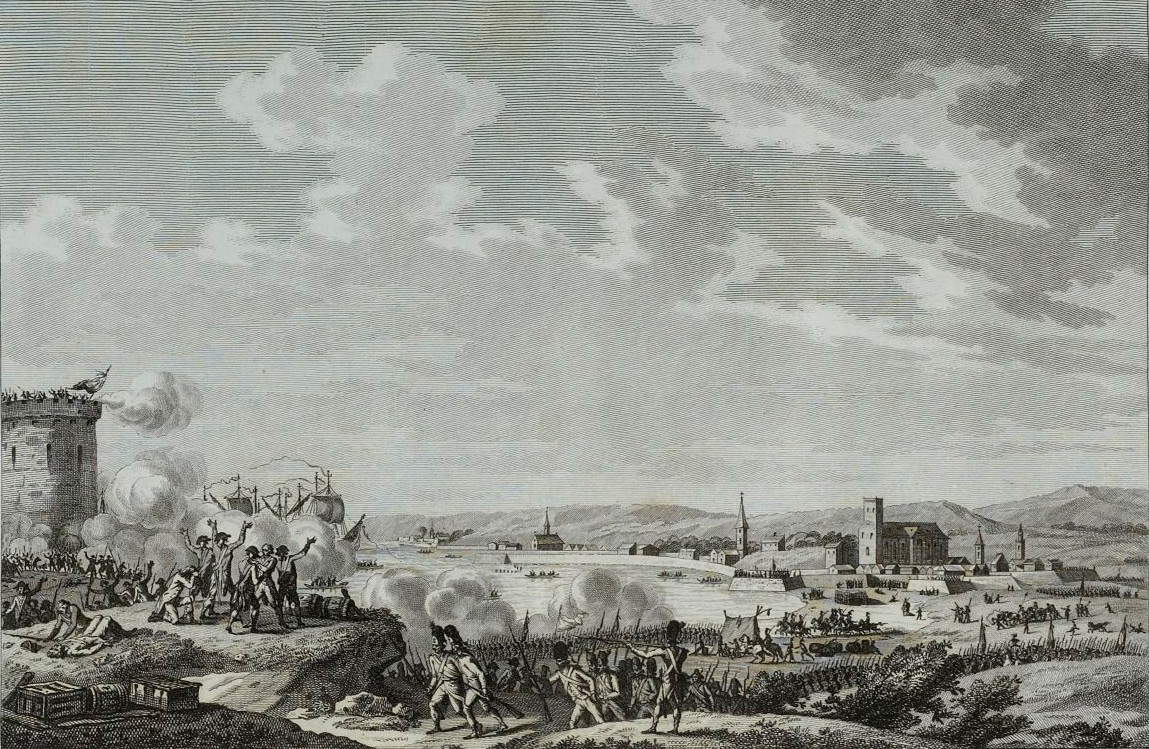
Victoire des Français à Quiberon le 21 juillet 1795, (musée de la Révolution française).

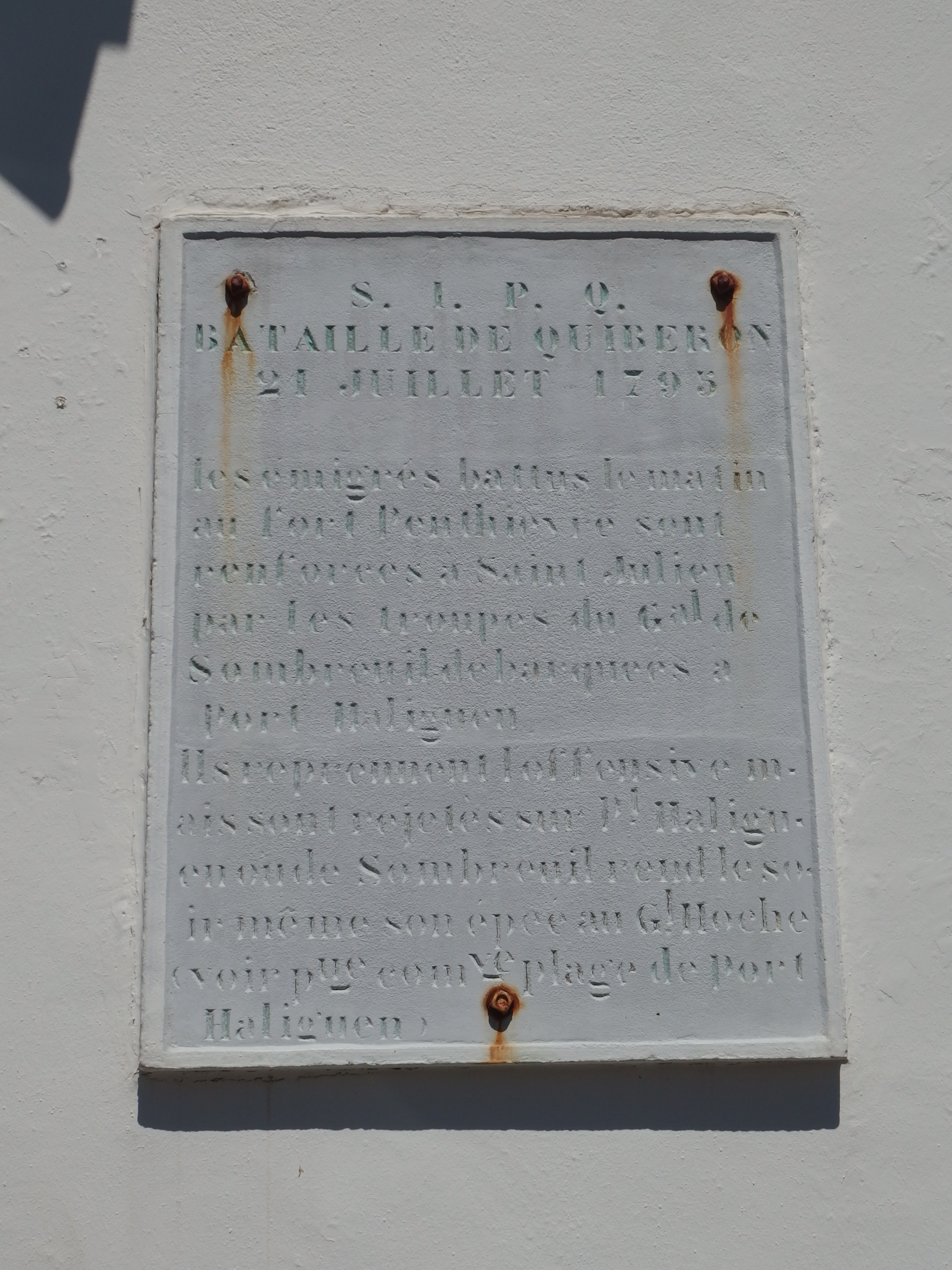
Panneau commémoratif de la bataille de Quiberon du 21 juillet 1795, au village de Saint-Julien.

Lazare Hoche put alors ordonner l'assaut décisif, dans la nuit du 20 juillet. Malgré un violent orage, il attaqua le fort de Penthièvre, défendu par 4 000 hommes, émigrés et Chouans, et couvert par les tirs des navires britanniques. Malgré les promesses des transfuges quant au changement d'allégeance de leurs camarades, les troupes républicaines furent accueillies à coup de canon et rapidement Hoche préféra renoncer et ordonna la retraite, croyant que ces hommes avaient échoué. Cependant l'adjudant-général Jacques Mesnage contourna le fort du côté de la mer et parvint à escalader les murailles du fort avec ses hommes. De nombreux soldats de la garnison se joignirent alors à lui et tournèrent leurs armes contre les royalistes, et de nombreux défenseurs furent massacrés .
À la vue du drapeau tricolore flottant sur le fort, Hoche interrompit la retraite et redonna l'ordre de passer à l'attaque malgré les soldats du régiment Rotalier, qui continuaient de tirer sur les troupes républicaines, ignorant les combats à l'intérieur du fort. Le fort pris par les Républicains, Hoche félicita Mesnage en le nommant aussitôt général de brigade.
Les Britanniques tentèrent alors d'ouvrir le feu depuis leurs navires, mais certains tirs touchèrent aussi bien les royalistes que les Républicains, ou même encore les civils. Joseph de Puisaye, jugeant la situation désespérée, ordonna à ses hommes de rembarquer et se rendit à bord du vaisseau amiral afin de limiter la défaite ; on l'accusa par la suite d'avoir déserté pour sauver sa vie, mais 2 500 émigrés et Chouans purent être évacués à l'aide des chaloupes britanniques. Au nord de la presqu'île, plusieurs soldats de la première division émigrée se joignirent encore aux Républicains ; les autres se rendirent après une courte résistance.
Plus rien n'arrêtait la progression des Républicains ; seuls Sombreuil et ses hommes, acculés, tentèrent une ultime résistance à Port-Haliguen. Le 21 juillet au matin, Hoche et Sombreuil entamèrent des négociations. Les royalistes capitulèrent peu de temps après, sous promesse, semble-t-il, de la vie sauve pour tous leurs soldats.

## Marche de l'«armée rouge»

### Les instructions de l'agence de Paris

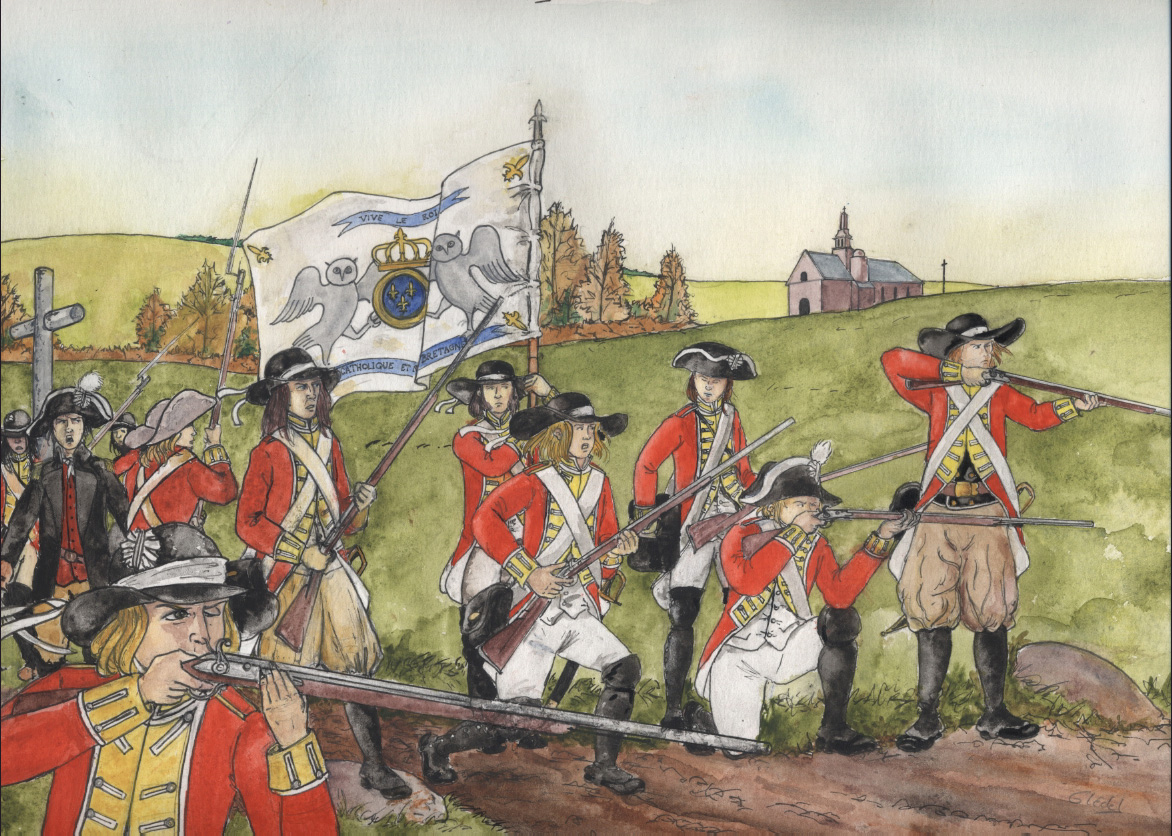
Chouans de l'« Armée rouge », en uniforme britannique

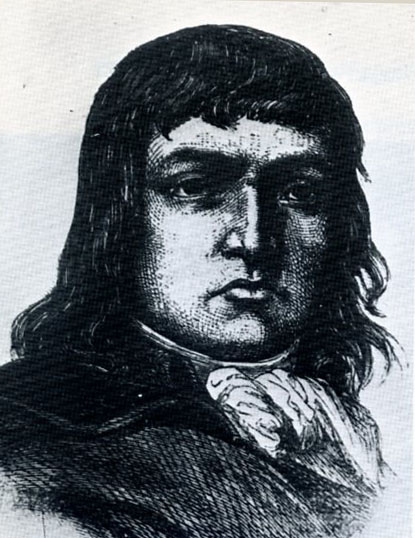
Vincent de Tinténiac.

Le 11 juillet, la deuxième division chouanne commandée par Vincent de Tinténiac, forte de 3 600 hommes, avait été débarquée comme convenu près de Sarzeau, dans la Presqu'île de Rhuys qui avait été désertée par les troupes républicaines. La route étant libre, les Chouans campèrent le soir au moulin de Callac, près du bois de Saint-Bily, dans la commune de Plumelec. Tinténiac réorganisa ses troupes et chercha à rallier de nouvelles recrues, l'objectif était toujours de prendre les lignes républicaines à revers pour le 16 juillet. Mais à Plumelec, les Chouans furent rejoints par le chevalier Charles de Margadel, porteur d'un courrier de l'agence royaliste de Paris. Ce message donnait l'ordre au général de Tinténiac, au nom du Roi Louis XVIII, de se porter au château de Coëtlogon afin d'y recevoir de nouvelles instructions. Or, marcher sur Coëtlogon, c'était tourner le dos à Quiberon. Tinténiac hésita, les officiers émigrés, en particulier le vicomte de Pontbellanger dont la femme, qu'il n'avait pas vue depuis plusieurs années, résidait à Coëtlogon, étaient d'avis d'obéir aux ordres. Les officiers chouans en revanche émirent un avis contraire, en particulier Georges Cadoudal qui avança que Louis XVIII se trouvant à Vérone en Italie, il n'était pas en mesure de modifier les opérations. Tinténiac finit par se ranger à ce dernier avis et se porta vers Quiberon.
Le 13 juillet, Tinténiac prit position entre Colpo et Locqueltas ; le lendemain il reçut plusieurs Chouans de la division de Bignan en renfort. L'« Armée rouge », surnommée ainsi en raison de la couleur de ses uniformes apportés par les Britanniques, était désormais forte de 5 000 hommes. Mais un nouveau courrier, envoyé par l'abbé Bourtillic, se présenta au général de Tinténiac, lui réitérant l'ordre de se porter à Coëtlogon pour recevoir de nouveaux ordres. Malgré l'avis toujours défavorable des officiers chouans, Tinténiac finit par obéir, il rassembla son armée et se mit en route vers le nord-est à Coëtlogon.
Le 16 juillet, alors que l'armée émigrée se faisait battre à Quiberon, l'armée chouanne dut attaquer Josselin défendue par 300 à 400 soldats républicains. Les Chouans culbutèrent un premier détachement devant la ville puis entrèrent dans la place par la porte Saint Nicolas. Les Républicains abandonnèrent la ville aux Chouans pour se retrancher dans le château. Dépourvus d'artillerie, les Chouans renoncèrent à s'emparer de celui-ci. Apprenant l'arrivée de renforts de deux colonnes républicaines, la première sur la route de Ploërmel, la seconde sur celle de Loudéac, ils décidèrent d'évacuer Josselin et se portèrent sur Mohon. Les pertes étaient de 5 morts et 15 blessés pour les Républicains et de 8 hommes tués pour les Chouans, ainsi que plusieurs blessés.

### Marche sur la baie de Saint-Brieuc

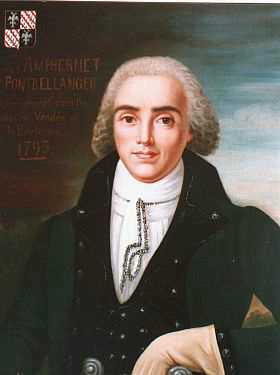
Antoine-Henry d'Amphernet, vicomte de Pontbellanger

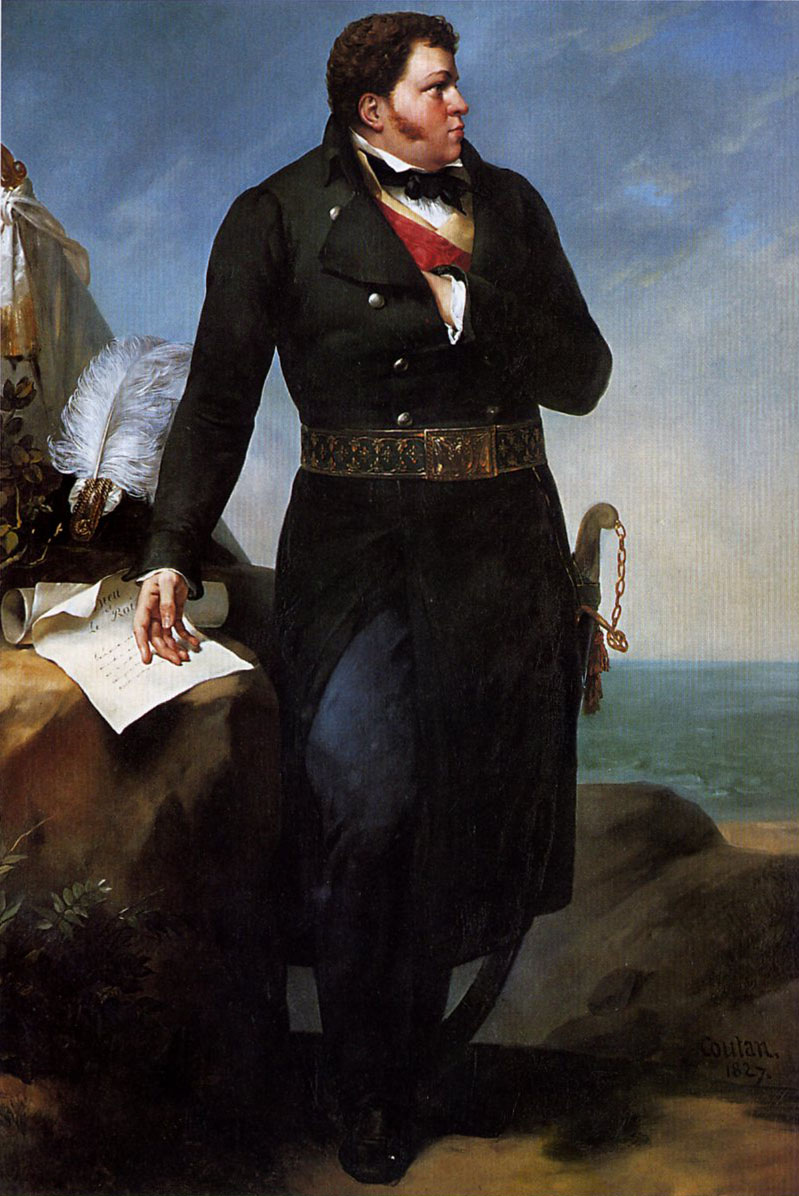
Georges Cadoudal.

Le lendemain de la bataille, les Chouans de la division de Loudéac commandés par Pierre Robinault de Saint-Régeant se joignirent à l'armée rouge. Le 18 juillet, après quelques escarmouches face à la division républicaine du général Champeaux, les Chouans entraient dans Coëtlogon. Au château, dans la soirée, mesdames de Guernissac et de Pont-Bellanger invitèrent les officiers à dîner. Tinténiac et les émigrés acceptèrent ; en revanche les officiers chouans préférèrent rester avec leurs hommes qui campaient dans les jardins du château. Lors du dîner, Tinténiac reçut de nouvelles instructions qui lui ordonnaient de se rendre à Châtelaudren afin d'assurer un nouveau débarquement de soldats britanniques. Mais au même moment, un détachement de soldats républicains lançait une attaque surprise sur le château de Coëtlogon et bousculait les Chouans désorganisés. Les Républicains en nette infériorité numérique battirent rapidement en retraite, mais Tinténiac, qui était sorti prendre la tête de ses hommes dès les premiers coups de fusil, fut frappé au cœur par une balle républicaine et tué sur le coup.
Tinténiac mort, les officiers royalistes se réunirent en conseil pour désigner un nouveau général. Les Chouans, officiers et soldats, réclamèrent unanimement Cadoudal, mais les officiers émigrés choisirent le vicomte de Pontbellanger, l'un des leurs. Les émigrés étant majoritaires au conseil, ce fut ce dernier qui fut élu général. Pontbellanger ordonna alors de continuer la marche en direction de la baie de Saint-Brieuc.
Peu après, les Chouans reçurent encore en renfort la division de Ploërmel et de Malestroit commandée par César du Bouays et celle de La Trinité-Porhoët sous les ordres de Troussier. Néanmoins si certains soldats venaient renforcer l'armée, d'autres désertaient, et l'Armée rouge ne comptait plus que 3 000 hommes. Le 19 juillet, les Chouans arrivèrent près de Loudéac. La ville était faiblement défendue, mais les Chouans, pressés d'atteindre la côte, ne l'attaquèrent pas et se contentèrent de la contourner. Le 20 juillet, les Chouans étaient à Plœuc-sur-Lié. Après avoir bousculé un nouveau détachement républicain, ils pénétrèrent dans la forêt de Lorge d'où ils débouchèrent le 21 juillet à Quintin.
Quintin était faiblement défendue. La petite garnison, qui avait évacué la ville pour se retrancher près de la porte de l'ouest, fut aisément battue et mise en fuite par Jean Rohu. Pontbellanger marcha sur la baie de Saint-Brieuc où les Royalistes s'attendaient à accueillir une flotte britannique, qui n'apparut cependant pas.
Informé de la prise de Quiberon et face à la progression des colonnes républicaines, Pontbellanger abandonne son armée, mais il est rattrapé par les Chouans, qui le condamnent à mort au terme d'un conseil de guerre. Cadoudal est proclamé général par ses hommes. Celui-ci donne l'ordre de rentrer dans le Morbihan. Pontbellanger est finalement gracié et relâché par Georges Cadoudal, nouveau général des Chouans du Morbihan.
Par la suite, Pontbellanger prend la tête d'une petite bande de Chouans, mais il est grièvement blessé lors d'un combat et meurt des suites de ses blessures à Médréac, le 24 février 1796. Dans les jours qui suivent, Cadoudal parvient à éviter toutes les colonnes républicaines et à rentrer dans le Morbihan sans perdre un seul homme ; il donne alors l'ordre à ses soldats de regagner leurs foyers.

## Bilan humain
Selon le rapport du général Hoche, les pertes républicaines dans l'affaire du 21 juillet furent de 10 à 15 tués et 300 blessés, dont plusieurs cependant périrent dans les jours qui suivirent la bataille, dont le général Botta.
Toujours selon Hoche, dans la dernière bataille, 150 royalistes furent tués au combat et une centaine d'autres périrent noyés. 3 600 Chouans et 2 662 émigrés furent faits prisonniers, dont 278 officiers, 260 soldats émigrés, 492 Toulonnais et 1 632 déserteurs républicains qui n'avaient pas rechangé de camp lors de la bataille. Parmi ces prisonniers, 575 étaient nobles.
Par la suite, le général Louis Lemoine déclarera que 2 848 transfuges républicains avaient été réincorporés dans l'armée républicaine, ce qui donne une estimation de 1 216 ralliements durant les combats.
700 civils auraient également péri noyés lors de la déroute des royalistes.
1 327 Chouans et 902 émigrés, ainsi que 890 civils, purent être évacués par les navires britanniques. Néanmoins, les émigrés furent débarqués sur l'île d'Houat ; quant aux Chouans et aux civils, ils furent débarqués près de Lorient, et furent à leur tour capturés par les Républicains.

## Exécution des royalistes

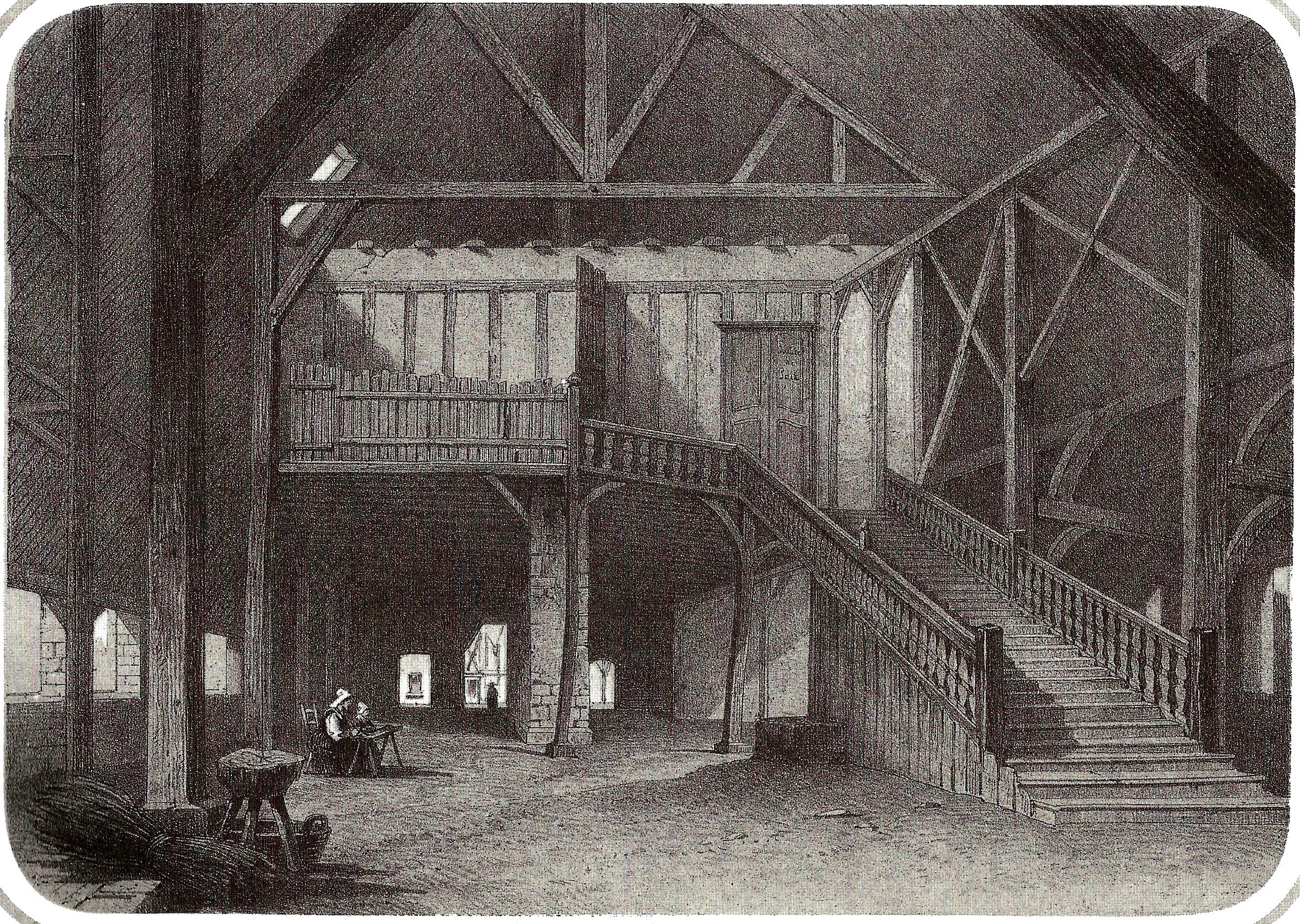
Halles d'Auray (où furent enfermés les prisonniers de Quiberon), gravure de Thomas Drake (1818-1895).

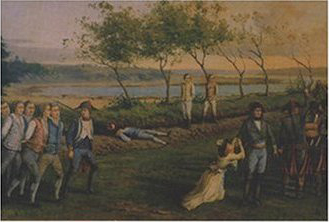
Les fusillés de Vannes, peinture de R. de Coueson, 1895.

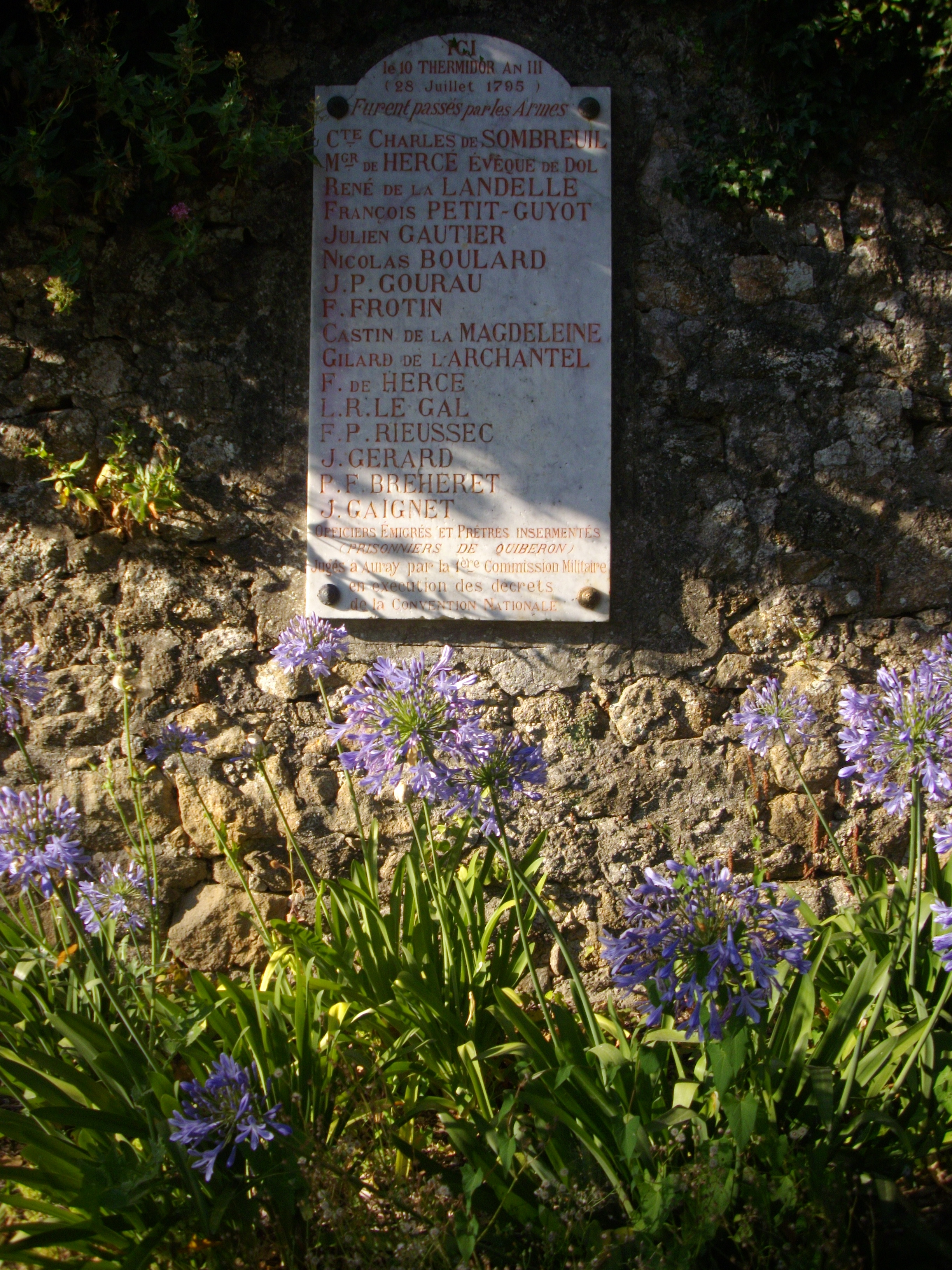
Plaque dans le parc de la Garenne, à Vannes.

Au total, 2 662 émigrés, environ 5 000 Chouans et autant de civils avaient donc été capturés par les Républicains.
Selon les lois républicaines en vigueur, les prisonniers royalistes pris les armes à la main devaient être exécutés. Cependant Hoche parvint à obtenir de la Convention nationale la grâce des Chouans. Les civils, vieillards, femmes et enfants furent rapidement relâchés. 4 929 prisonniers furent interrogés, 2 000 Chouans furent relâchés en échange d'une rançon et 3 180 autres furent acquittés ou condamnés à des peines de prisons.
400 prisonniers périrent cependant dans les prisons ou les hôpitaux, des suites de leurs blessures ou par les maladies.

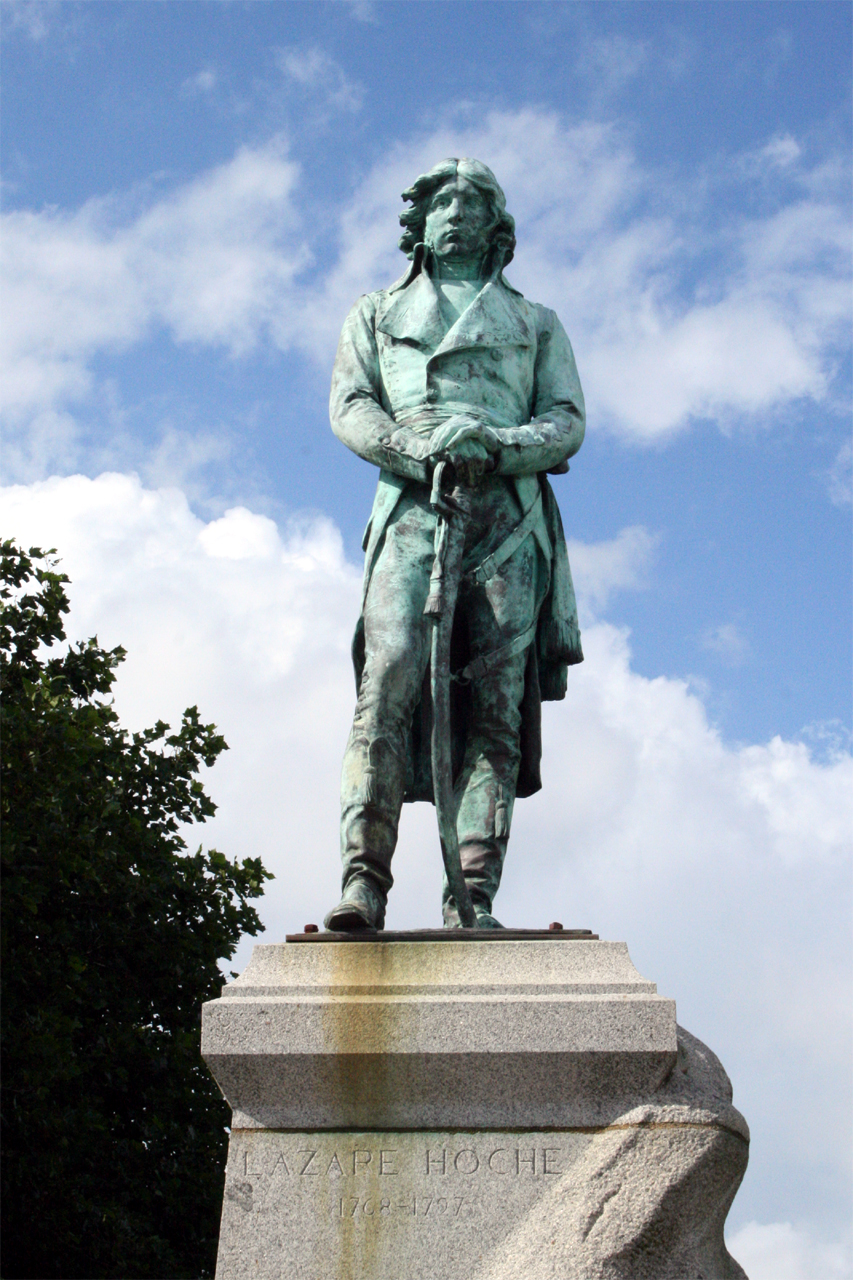
Statue du général Hoche à Quiberon.

Le sort des émigrés fut plus sévère. Lazare Hoche aurait promis verbalement que les royalistes seraient considérés comme prisonniers de guerre, mais cette promesse ne fut pas tenue : les soldats furent mis en accusation par le commissaire Jean-Lambert Tallien. 757 émigrés, dont Charles de Sombreuil, furent jugés par des commissions militaires et condamnés à mort. La peine ne fut pas appliquée pour 3 hommes, et 6 autres parvinrent à s'évader ; 748 prisonniers furent donc effectivement exécutés. 80 autres prisonniers furent condamnés à des peines d'emprisonnement, les autres furent acquittés.
Parmi les 748 prisonniers fusillés, se trouvaient 627 émigrés ou ecclésiastiques et 121 Chouans,.
222 prisonniers furent fusillés à Auray, 259 (dont Mgr de Hercé et Sombreuil) à Vannes, dans le jardin de la Garenne ou à la Pointe des Émigrés, et 167 à Quiberon.
À Auray, les exécutions eurent lieu sur un pré le long du marais de Kerzo en Brech sur la rive ouest du Loch en amont de la ville, appelé depuis le Champ des martyrs ; les dépouilles demeurèrent enfouies sur place jusqu'en 1814. En 1829, on édifia une chapelle expiatoire en forme de temple. Les ossements exhumés sont aujourd'hui conservés dans le mémorial construit sur le domaine de la Chartreuse d'Auray. La Chartreuse d'Auray conserve la liste gravée en hâte et un caveau contenant les restes de 954[Information douteuse] prisonniers de l'armée royale passés par les armes du 1er au 25 août 1795 après la défaite du débarquement de Quiberon.

## Dans la littérature
Victor Hugo a consacré, sous le titre de Quiberon, la quatrième ode de ses Odes et Ballades aux victimes de la répression de l'expédition.[réf. nécessaire]
L'expédition de Quiberon figure dans l'un des romans de C. S. Forester, Mr Midshipman Hornblower. Cet épisode figure également dans la série télévisée britannique basée sur la série des « Hornblower ».